# Economie van nazi-Duitsland
In de economie van nazi-Duitsland wordt de economie van Duitsland beschreven vanaf het interbellum en de machtsovername door Adolf Hitler tot aan de munthervorming en het wirtschaftswunder na de capitulatie.
Vanaf 1933 probeerde het naziregime de Duitse economie nieuw leven in te blazen en de randvoorwaarden van het Verdrag van Versailles op te lossen. Halverwege de jaren dertig werd door de nazileiding de autarkie van de economie in het Duitse Rijk uitgeroepen, maar op de achtergrond werd een oorlogseconomie voorbereid, waarbij het leger en vertegenwoordigers van het bedrijfsleven betrokken waren. Het aanvankelijk ondeugdelijke en later misdadige monetaire beleid leidde voor het uitbreken van de oorlog tot een enorm nationaal tekort, dat nazi-Duitsland probeerde tegen te gaan door middel van dwingende regelgevende maatregelen en geldschepping door de Reichsbank. In de loop van de oorlog werden de middelen van de veroverde gebieden systematisch uitgebuit door middel van roof, dwangarbeid, beroepsbelastingen en vordering.

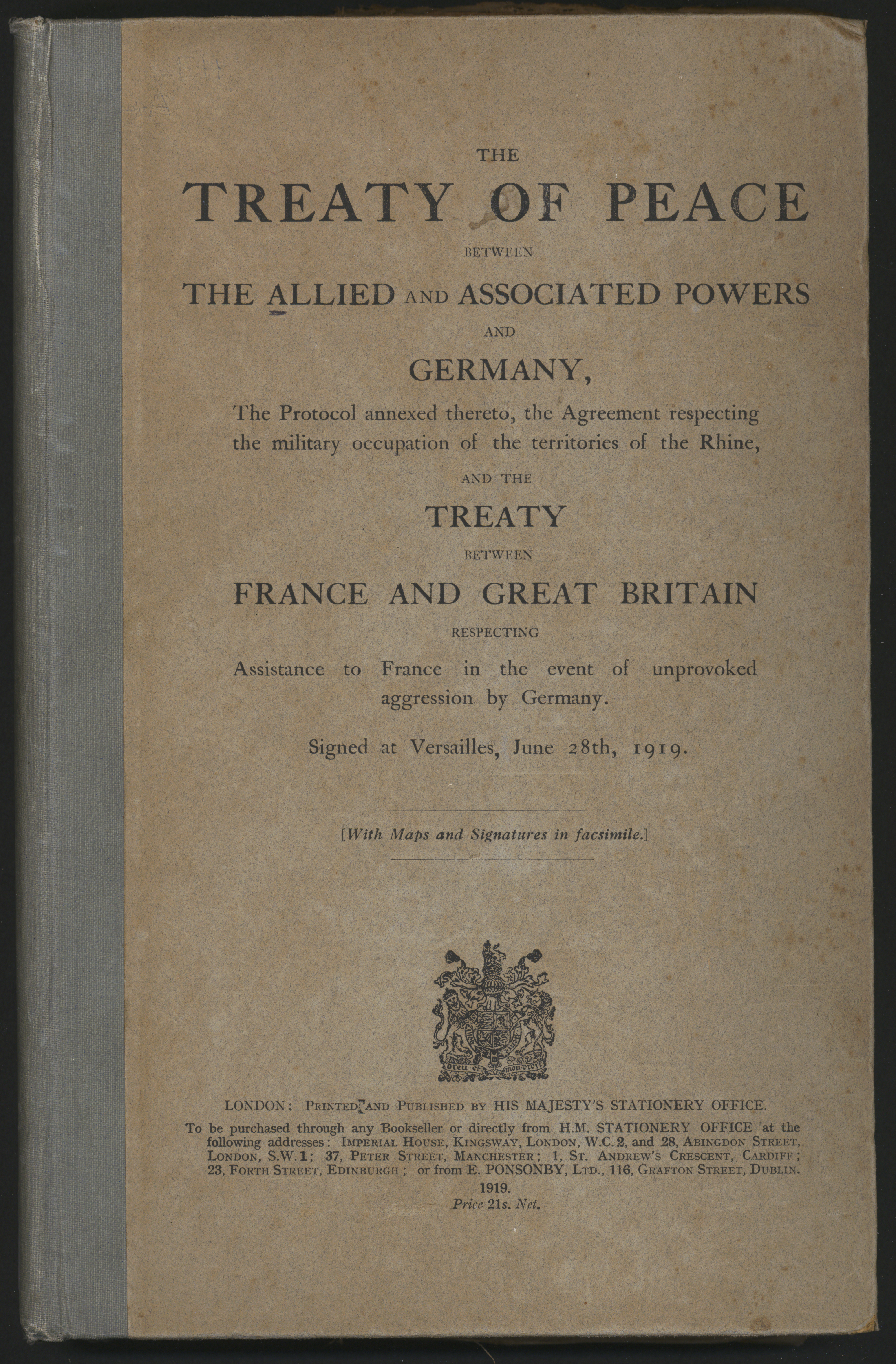
Verdrag van Versailles (Engelstalige versie)

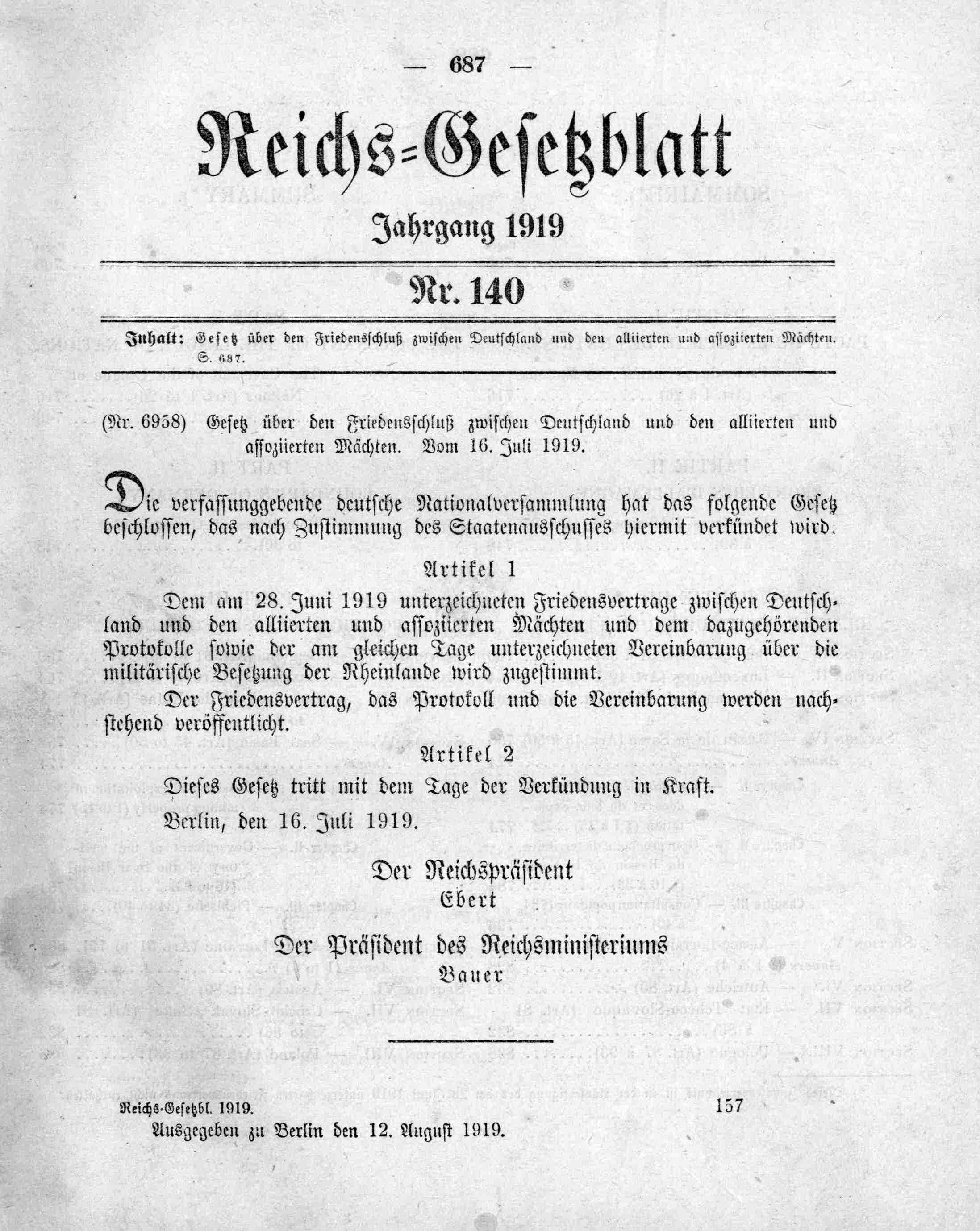
"Wet inzake het vredesakkoord tussen Duitsland en de geallieerde en geassocieerde mogendheden". Gepubliceerd in het Duitse staatsblad op 12 augustus 1919 met de volledige verdragstekst in drie talen.

## Voorgeschiedenis tot aan de machtsgreep

### De gevolgen van de Eerste Wereldoorlog voor de Duitse economie
De Eerste Wereldoorlog verschilde van eerdere Europese oorlogen doordat het de eerste oorlog was die plaatsvond tussen grotendeels geïndustrialiseerde landen. Het economisch potentieel van de deelnemende staten werd daardoor ook doorslaggevend voor de uitkomst van de oorlog. Het Duitse oorlogseconomische beleid tijdens de Eerste Wereldoorlog had vier fundamentele doelen:
- De productie van voldoende oorlogsmateriaal (munitie, wapens, andere uitrusting) voor de nieuwe vorm van oorlogvoering, plus strategisch gekozen veldslagen met als doel om de aanvoer van grondstoffen veilig te stellen.
- De verdeling van mankracht tussen het leger en de (oorlogs)economie, in het bijzonder wapenfabrieken, om beide functioneel te houden.
- Het handhaven van sociale vrede door de belangen van ondernemers, arbeiders en de krijgsmacht in evenwicht te brengen.
- De voedselzekerheid veilig stellen, ondanks de economische blokkade die door de geallieerden van de Eerste Wereldoorlog is opgelegd.

De verschillende overheidsinterventies hebben geen van deze problemen opgelost. Aan het einde van de Eerste Wereldoorlog vormden alle individuele problemen samen een allesomvattende crisis waarin sociale kwesties voorop stonden.
Ook waren er de uitdagingen van het financiële beleid: in 1918 bedroegen de oorlogsuitgaven van het Reich 50 miljard Reichsmark. Dat was meer dan elf keer de imperiale uitgaven in het laatste vredesjaar. Omdat om verschillende redenen, waaronder de handhaving van de sociale vrede, de financiering van de oorlog niet via belastingen maar door middel van leningen gebeurde, vonden vanaf het begin massale interventies in de financiële sector plaats. Bovendien had deze aanpak alle negatieve gevolgen die we kennen van een op schulden gebaseerde economie.

### Duitsland in hetinterbellum
Na de Eerste Wereldoorlog werden aan Duitsland herstelbetalingen opgelegd, op basis van het Oorlogsschuldartikel 231 van het Verdrag van Versailles. De duur en de hoogte van de betalingen werden niet in het verdrag vastgelegd, maar zouden worden vastgesteld door een commissie met een verreikende controlefunctie, zonder Duitse deelname. Deze commissie moest het economische vermogen van Duitsland bepalen.
Volgens de inzichten van de 21e eeuw zijn de Duitse herstelbetalingen zelfs in de zwaarste jaren van de Weimarrepubliek geen serieuze hindernis voor de economische wederopbouw na de verloren oorlog geweest, maar zij waren verbonden met het Duitse Oorlogsschuldendebat en maakten de Duitse economie afhankelijk van kredieten van de Verenigde Staten. In 2010 betaalde Duitsland zijn laatste schulden af uit de Eerste Wereldoorlog.

### Wereldwijde economische crisis en inflatie in de Weimarrepubliek

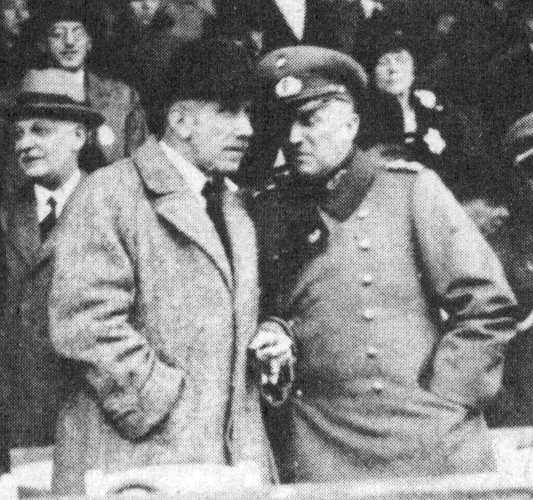
De Duitse rijkskanselier Franz von Papen en zijn minister van Oorlog, generaal Kurt von Schleicher bij een paardenrace in Berlijn-Karlshorst in 1932.

Het Verdrag van Versailles voorzag in territoriaal verlies aan de kant van Duitsland, wat de mogelijkheden van zelfvoorziening binnen de grenzen en met een gelijktijdige bevolkingsgroei verminderde. Het gebiedsverlies kwam overeen met 75% van de Duitse ijzerertsproductie, 26% van de loodproductie en 7% van de industriële bedrijven. Verder vielen de landbouwoverschotten in West-Pruisen en Posen en alle koloniale gebieden weg. Zolang de wereldhandel intact was, kon de vraag naar landbouw- en productiegoederen worden gecompenseerd door import. De Grote Depressie die in oktober 1929 uitbrak, veroorzaakte echter een ineenstorting van de internationale handel, evenals de terugtrekking van buitenlandse obligaties en kredieten.
Het is waar dat de invoer sneller daalde dan de uitvoer en dus op korte termijn tot een positieve buitenlandse handelsbalans leidde, wat ook bijdroeg aan deflatie. Maar het totale volume van de wereldhandel liep sterk terug. Het dalen van wereldhandelsvolume en daarmee het krimpen van export resulteerde in een toename van werkloosheid. De resulterende daling van de koopkracht leidde tot een daling van de binnenlandse vraag, terwijl een daling van binnenlandse handel leidde tot meer werkloosheid. Deze cyclus werd versneld door deflatie, aangezien het in feite een reële loonsverhoging, en dus hogere loonkosten, betekende en extra werkloosheid veroorzaakte.
Vanaf augustus 1932 probeerde de regering onder Franz von Papen de werkloosheid terug te dringen door bedrijven te motiveren om te investeren en extra werkgelegenheid te scheppen. Daartoe werden de ondernemers via zogenaamde Steuergutscheinen enerzijds beloond met bonussen bij het betalen van hun belastingen, anderzijds als ze hun personeelsbestand uitbreidden (deze tweede pijler van het motiveren van ondernemers door middel van belastingvoordelen werd door ondernemers echter nauwelijks gebruikt). De stimulans voor de economie was aanvankelijk zwak en het gehoopte economisch herstel werd nog niet bereikt. Pas in december 1932 publiceerde de volgende regering Schleicher openbare werkgelegenheidsprogramma's. De werkloosheid steeg vanaf augustus 1932 niet verder (zes miljoen geregistreerde werklozen), met een lichte daling na de aankondiging van het ‘Papenplan’ (verordening inzake de revitalisering van de economie van 4 september 1932) en een halvering tegen het einde van 1934 (nog exclusief de invloed van uitgaven voor bewapening). Het Reinhardt-plan, dat vanaf 1932 door de Reichsregierung werd gelanceerd, leverde ook een bijdrage. De nazi's breidden na de machtsovername dit plan enorm uit, hoewel het in feite een voortzetting was van het belastingbeleid van de Weimarrepubliek, waar de nationaalsocialisten van profiteerden.

### Economische concepten van de ‘hervormers' en de NSDAP

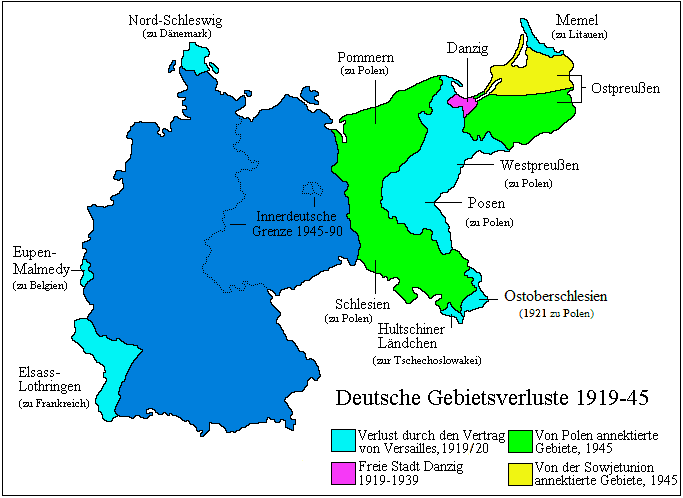
Duitse gebiedsverliezen 1919-1945

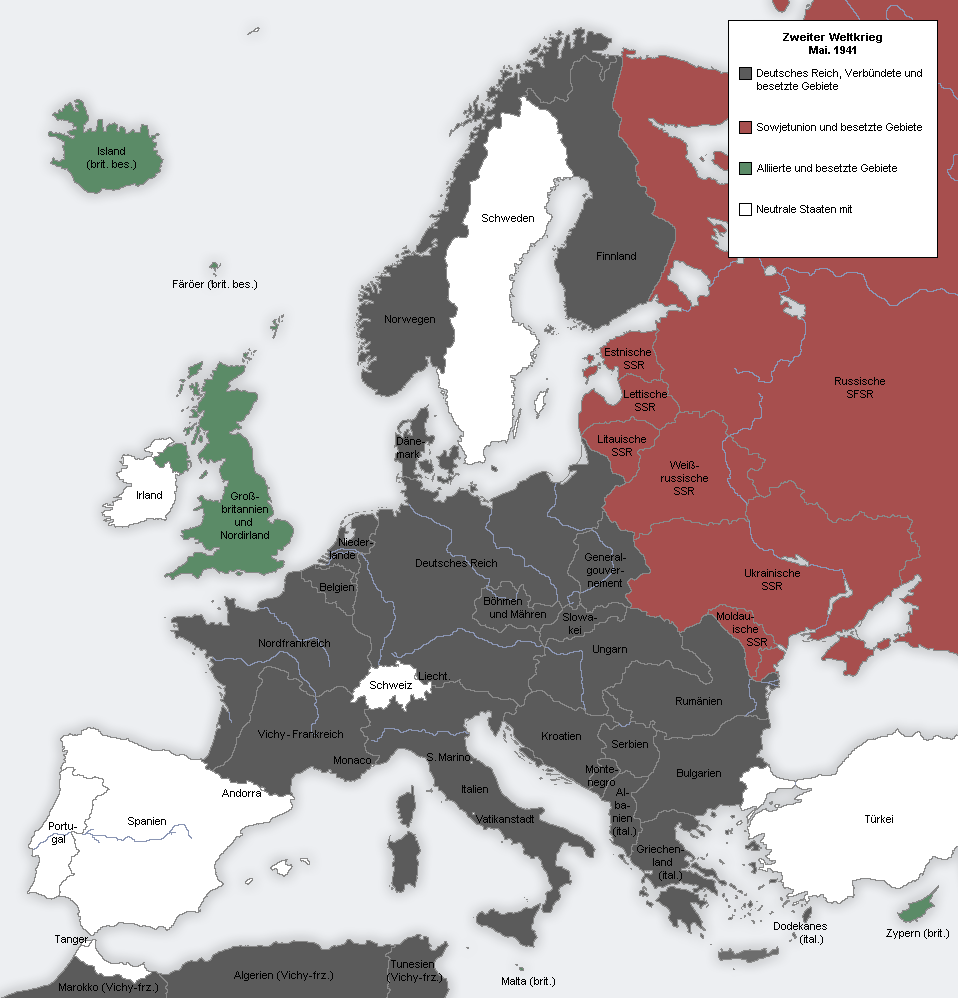
Europa in mei 1941, voor de aanval op Rusland (Operatie Barbarossa)

Een breed scala van mensen uit het bedrijfsleven, de financiële wereld, de wetenschap en de pers reageerden op de negatieve effecten van de wereldwijde economische crisis met de ontwikkeling en presentatie van nationale concepten.
Bepaalde hervormers (ze noemden zichzelf ook "Reformer") beschouwden het zelfregulerende, liberale op vraag en aanbod gebaseerde concept van de wereldeconomie als mislukt. De vraag naar autarkie om zich los te maken van toekomstige knelpunten werd steeds belangrijker. Daarbij moest de actieradius echter worden uitgebreid tot buiten de bestaande grenzen van het rijk. Wereldwijd vormden zich afgebakende handelsblokken, waarbij Engeland en Frankrijk hun eigen blokken vormden met hun koloniën. In de plannen van de zogeheten hervormers diende zich een verbinding met de Baltische staten, Oostenrijk, Oost-Europa en de Balkanlanden aan. Dit gebied wordt met verschillende variaties ‘Zwischeneuropa' (tussen-Europa) genoemd. Binnen dit gebied zouden landbouwproducten, grondstoffen en industriële goederen belastingvrij moeten worden uitgewisseld en moest de productie worden gecontroleerd door de overheid. Duitsland moest de suprematie krijgen. De wereldeconomie moest worden vervangen door een supranationale regionale economie (in het Duits: Großraumwirtschaft of Großwirtschaftsraum).
De term autarkie werd vaak in één adem gebruikt met de termen Großwirtschaftsraum en Lebensraum. Midden-Europa, Großwirtschaftsraum, autarkie en Lebensraum vormden volgens de historicus Bernd-Jürgen Wendt het "gemeenschappelijke programmatische kader" waarbinnen de nazi's en de traditionele elites in de economie, bureaucratie en leger elkaar vonden en dat de overgang van de Weimarrepubliek naar het Derde Rijk relatief rimpelloos deed verlopen. Deze begrippen waren vaag en multi-interpretabel en verhulden zo diepgaande verschillen. De traditionele elites hoopten op het juiste moment toch nog de buitenlandse politiek in de juiste richting te kunnen ombuigen en radicale 'rassenideologische' vergissingen te kunnen vermijden.
In enquêtes die eind 1931, begin 1932 door de Berliner Börsen-Courier en de Deutsche Bergwerkszeitung werden gehouden over "autarkie of niet" en "nationale economie of wereldeconomie" was horlogemaker Junghans als enige voorstander van vrijhandel. Carl Bosch en de voormalig liberaal politicus Georg Gothein waren nog wel tegen inperking van de buitenlandse handel, maar de vertegenwoordigers van de kolen- ijzer- en staalindustrie spraken zich uit voor een economie in een groot-Europese economische ruimte, zonder Groot-Brittannië en de Sovjet-Unie. Voor de historicus Hans-Erich Volkmann was vooral vanwege de nationaalsocialistische denkrichting op het gebied van autarkie "het grootste deel" van de Duitse financiële en economische wereld "in meerdere of mindere mate zonder bezwaren bereid" met de nationaalsocialisten "gemene zaak" te maken. Het feit dat autarkie territoriale uitbreidingen met zich meebracht gaf de ondernemers, met behoud van eigendom van productiemiddelen en winstmaximalisatie, uitzicht op de oplossing van hun economische problemen. Ze hoopten in hun afkeer van de wereldmarkt op een autarkische "Großwirtschaftsraum", die één grote markt en een grotere productie- organisatie- en verkeersruimte bood, waarmee een rationelere en daarom goedkopere productie haalbaar was.
De populariteit van deze denkbeelden speelde in de kaart van de NSDAP, die vóór de wereldwijde economische crisis geen krachtige economische concepten had. Het centrale idee van Hitlers Lebensraumideologie zou in de theorie van de Großraumwirtschaft kunnen worden ingepast. Autarkie werd een speerpunt van de economische competentie van de NSDAP, die de op een na sterkste partij werd bij de Reichstag-verkiezingen in september 1930. De opkomst van de NSDAP ging hand in hand met de verslechterende economische situatie in Duitsland.
In de jaren dertig waren de reële economische problemen van de Grote Depressie algemeen aanwezig. De nationaalsocialisten vonden niet alleen dat de economische orde hervormd moest worden. Ze ontkenden ook dat een economie door internationale arbeidsdeling en technische en organisatorische vooruitgang tot welvaartswinst voor alle naties leidt. In plaats daarvan zagen de nationaalsocialisten de economie als een Malthusiaans nulsomspel, waarin een volk alleen rijker kan worden door een overeenkomstige waarde weg te nemen van andere volkeren of etnische groepen. Dit wereldbeeld ging gepaard met een extreem racisme, volgens hetwelk 'inferieure rassen' parasitair zouden leven van hun 'gastvolkeren'. Volgens dit wereldbeeld lag de oplossing voor alle economische problemen in de moord op joden en zigeuners en in de verovering van nieuwe woonruimte in het oosten (Lebensraum).
Tussen 1940 en 1942 werd in het kader van de bezetting van Polen en de Sovjet-Unie het "Generalplan Ost" voor de kolonisatie van Oost-Europa ontwikkeld. Dit was gebaseerd op het SS-nederzettingenbeleid met als doel boeren uit het Groot-Duits Altreich in de veroverde oostelijke gebieden te vestigen, waardoor de oorspronkelijke bevolking gedwongen werd om of voor de Duitsers te werken, of uitgeroeid te worden, en om de daar aanwezige grondstoffen te uit te buiten. Het aanvullen van de europäische Großraumwirtschaft met een overzeese koloniale economie, gebaseerd op het model van het Keizerlijk Duits koloniaal rijk voor 1918, werd overwogen maar vanwege het falen van de Duitse koloniale plannen niet uitgevoerd.

### Het Hossbach-memorandum
Op 5 november 1937 vond in de Rijkskanselarij te Berlijn een geheime bijeenkomst van nazi-prominenten plaats. Hierbij waren Adolf Hitler en een belangrijk deel van zijn politieke en militaire staf aanwezig. Tijdens deze bijeenkomst schetste Hitler zijn ideeën met betrekking tot zijn toekomstige expansie in Europa. De bijeenkomst markeerde een keerpunt in het buitenlands beleid van Hitler, dat hierna radicale vormen aannam. Kolonel Friedrich Hossbach, een van Hitlers militaire adjudanten, stelde vijf dagen na de bijeenkomst een memorandum op. Na de Tweede Wereldoorlog wordt dit het ‘Hossbach-memorandum' genoemd. Volgens het memorandum voorzag Hitler pas in de periode 1943–1945 een conflict met de naburige grootmachten Groot-Brittannië en Frankrijk. Op korte termijn achtte hij gebiedsuitbreiding in de omliggende landen noodzakelijk ten behoeve van de worstelende Duitse economie, omdat in zijn ogen volledige autarkie onmogelijk was.
De status van het Hossbach-memorandum is omstreden vanwege de wijze van totstandkoming en de herkomst. Het memorandum werd pas na de oorlog tijdens de Processen van Neurenberg openbaar.

## Ideologische benaderingen: oorlogseconomie, leefruimte en autarkie

Werkloosheidspercentage in Duitsland van 1932 tot 1939

In een oorlogseconomie wordt de inrichting van de economie ondergeschikt gemaakt aan het voeren van oorlog. In de jaren twintig ontwikkelde men in Duitsland het begrip "Wehrwirtschaft" (letterlijk: verdedigingseconomie), in samenhang met de geheime pogingen tot bewapening van de Reichswehr, wat betekende "de technisch-economische voorbereidingsmaatregelen ten behoeve van een oorlog." 
De nazi's namen dit begrip over en pasten het aan naar hun eigen ideeën. Voor de nazi's bestond er geen oorlogs- of vredeseconomie, alleen een verdedigingseconomie, waarin naast winstgevendheid de bestaanszekerheid van het militaire apparaat essentieel was.
Al een paar dagen na de machtsovername van Adolf Hitler werd duidelijk dat niet alleen met werkgelegenheidsprogramma's, die tot eind 1933 begroot waren op 3,1 miljard Reichsmark, de economische crisis overwonnen zou moeten worden. Een uitbreiding van de territoriale basis van het Reich op basis van raciale en machtspolitieke aspecten maakte deel uit van het ideologische concept van de NSDAP. De opbouw van de Wehrmacht was nodig voor de gewelddadige territoriale expansie. De realisatie van de Lebensraumideologie (zie Blut und Boden) en het autarkieprogramma vereiste een gericht en efficiënt gebruik van overheidsmiddelen. "Wehrwirtschaft"-economen uit verschillende disciplines, zoals het leger, de journalistiek en de economie, waren het eens over de behoeften van de economie in vredestijd. Dit waren onder meer:
- Vaststelling van de grondstofbehoeften voor de totale economie, bestaande uit de wapenindustrie en de civiele industrie
- Brandstofvoorziening
- Aanpassing van het transportsysteem aan toekomstige militaire omstandigheden
- Regulering van de financiering van indirecte en directe bewapening

De conservatieve president van de Reichsbank, Hjalmar Schacht, minister van Economische Zaken van het Rijk vanaf oktober 1934, vatte de maatregelen van de militaire economie samen als 'Neuer Plan’ (nieuw plan). Tot op de dag van vandaag is het controversieel in hoeverre de leiders van de economie Hitler voor hun eigen doeleinden wilden gebruiken, of in hoeverre ze zelf door Hitler werden gebruikt. Niet elke industrie, en binnen een industrie niet elke industrietak, had dezelfde houding ten opzichte van de ideeën van autarkie en militarisering.
De Rijksregering verordende op 4 april 1933 onder protest van Schacht en de toenmalige minister van economie Schwerin von Krosigk dat de bewapening los van geldende wetten en begrotingsregels uitgevoerd moest worden. Daarmee kon de minister van Reichswehr Werner von Blomberg eenmaal toegekende middelen onafhankelijk van de rijksbegroting en het ministerie van financiën in een eigen budget beheren. In de loop der jaren werden begrotingsconflicten tussen Wehrmacht, Reichsbank en het ministerie van financiën door Hitler doorgaans in het voordeel van de militairen beslecht.

## Maatregelen en instrumenten na de machtsgreep
Het regime wist met name in de eerste jaren een snelle daling van de werkloosheid te boeken. De wereldeconomie had in 1932 een dieptepunt bereikt en een nieuwe economische opleving was in zicht. Maar Hitler wist heel goed dat het succes van zijn regering zou worden afgemeten aan haar vermogen om het catastrofaal hoge aantal van vijf miljoen werklozen (september 1932) terug te dringen. Tegen het einde van 1934 bedroegen de overheidsmiddelen voor werkgelegenheidschepping meer dan vijf miljard Reichsmark, en in 1935 stegen ze tot 6,2 miljard. In feite daalde het aantal werklozen al een jaar na de machtsovername tot 2,7 miljoen, in 1936 waren er 1,6 miljoen en in 1937 minder dan een miljoen.

### Wegenbouw

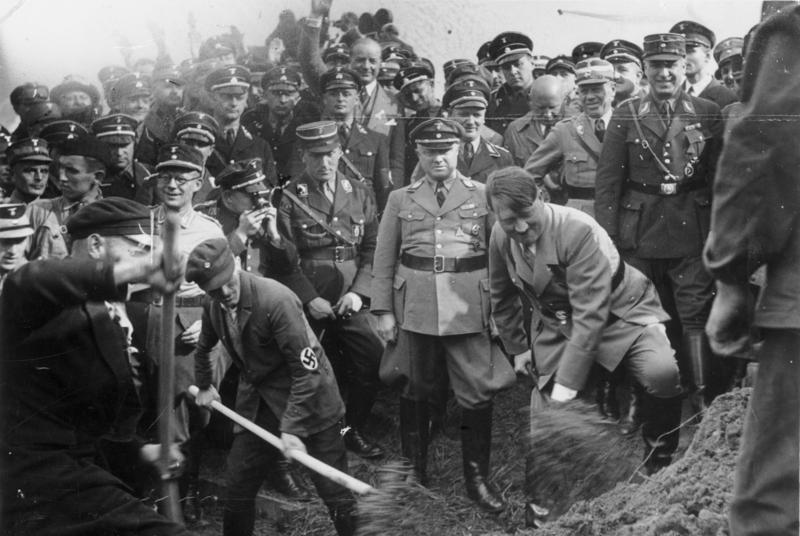
Hitler bij de start van de bouw van de Reichsautobahn in september 1933

In het kabinet drong hij aan op snelle, door de staat gefinancierde werkprogramma's, waarvan de meeste al in 1929 door de regering-Schleicher waren geïnitieerd, zoals het contract voor de aanleg van een Reichsautobahn (programma voor de aanleg van wegen en bruggen en de promotie van de auto-industrie). De technisch manager van het bouwbedrijf Sager & Woerner, Fritz Todt, was de organisator en hoofdplanner van de aanleg van de Reichsautobahn. Nadat Hitler zelf op 23 september 1933 vergezeld van veel propaganda de eerste spade in de grond had gestoken, begon de aanleg in het voorjaar van 1934 met 15.000 arbeiders. Het maximumaantal werd in 1936 bereikt met 125.000 werknemers, toen de werkloosheid al aanzienlijk was gedaald. Vanuit economisch oogpunt zorgde de aanleg van de autobaan niet voor een blijvende impuls voor het werkgelegenheidsbeleid, maar met hun dynamiek, gedurfde planning en moderniteit bezorgden de autobanen het regime een publiek succes. Ook het militair-strategisch belang van de Reichsautobahn moet gerelativeerd worden. Hoewel dit gepaard ging met een brede motorisering in Duitsland, waardoor vervolgens in vredestijd veel mensen konden worden opgeleid tot chauffeur, was de Reichsautobahn weinig belangrijk voor het transport van zware wapens en troepen naar de toekomstige oorlogsgebieden. Hiervoor werden voornamelijk treinen en paarden ingezet. Het wegenaanlegprogramma was echter buitengewoon effectief voor het creëren van werkgelegenheid voor ongeschoolde arbeiders. Aanzienlijk meer arbeidskrachten waren nodig in de wapenindustrie en bij de bouw van militaire voertuigen, de scheepsbouw en de vliegtuigbouw.

### Volkshuisvesting
De arbeidsprogramma's van de overheid omvatten in de eerste jaren ook woningbouw, waarvan de investeringen binnen een jaar verdrievoudigden.

### Bewapeningseconomie
Verreweg de grootste rol bij het terugdringen van de werkloosheid speelde de bewapeningseconomie.
De introductie van de algemene dienstplicht op 16 maart 1935 leidde tot een toename van de troepenmacht van ongeveer 100.000 tot ongeveer een miljoen soldaten aan het begin van de oorlog en droeg ook bij aan de vermindering van de werkloosheid. Tegelijkertijd creëerden de gigantische wapeninvesteringen door de staat van meerdere miljarden nieuwe banen in de industrie. Zo zag de vliegtuigproductie een ongekende stijging van bijna 4.000 werknemers in januari 1933 tot 54.000 twee jaar later en bijna 240.000 werknemers in het voorjaar van 1938.
Het is veelbetekenend dat het naziregime de premie voor de werkloosheidsverzekering ook ten tijde van volledige werkgelegenheid op 6,5 procent van het loon hield en deze extra miljarden in wapenproductie stak. De totale activa van de sociale zekerheidsfondsen verdubbelden van 4,6 miljard Reichsmark in 1932 tot 10,5 miljard in 1939, waarbij deze gelden niet ten goede kwamen aan de werknemers, maar als een lening voor de Rijksbegroting om bewapeningsuitgaven te financieren.
Tot 1939 besteedde de nazistaat er 62 miljard Reichsmark aan. Dit kwam overeen met een aandeel van 23 procent in het bruto nationaal product. In 1933 was dat nog slechts 1,5 procent. Vanaf het begin dwong de nieuwe regering de herbewapening ten koste van alles af. In de daaropvolgende acht jaar zou bedrag van 35 miljard Reichsmark beschikbaar worden gesteld voor de uitgaven voor bewapening, een enorm bedrag als men bedenkt dat het totale nationale inkomen van het Duitse Rijk in 1933 ongeveer 43 miljard Reichsmark bedroeg.
Dit geld werd niet zo zeer met belastingen of vergelijkbare inkomsten opgehaald, maar vooral door middel van leningen. Gelijktijdig met het herbewapeningsprogramma werd in juni 1933 het besluit genomen om de buitenlandse schuldbetalingen voorlopig op te schorten. Dit eenzijdige schuldmoratorium bracht het Duitse Rijk in diskrediet op de internationale financiële markten en toonde tegelijkertijd aan dat de nieuwe Duitse regering zich niet langer gebonden voelde aan internationale verdragen. In plaats daarvan vertrouwde de nazileiding op een beleid van zelfvoorziening, hoewel het Rijk aangewezen bleef op de invoer van grondstoffen en voedsel en dringend vreemde valuta nodig had, mede voor de productie van wapens. Met name Reichsbank-baas Hjalmar Schacht probeerde met ondeugdelijke maatregelen geld in te zamelen, maar stuitte herhaaldelijk op de grenzen van de kapitaalmarkten. Zoals de Britse economisch historicus Adam Tooze schreef, rekende de nazileiding er uiteindelijk op middels de voorgenomen oorlog de berooide Duitse staatsfinanciën te herstellen door het veroverde Europa te plunderen.

### Gleichschaltung van de arbeidersbeweging
De gleichschaltung van de arbeidersbeweging verliep aanvankelijk moeizaam. De arbeiders stonden voor een groot deel nog argwanend tegenover het nationaalsocialisme. Bij de ondernemingsraadverkiezingen in maart en april 1933 kregen de vertegenwoordigers van de vrije vakbonden nog bijna driekwart van de stemmen, terwijl de Nationalsozialistische Betriebszellenorganisation (NSBO) slechts ongeveer elf procent van de stemmen kreeg. Begin april 1933 werden vakbonden en ondernemingsraden "gleichgeschaltet", gelijkgeschakeld.

Vlag van het Deutsche Arbeitsfront

Om na de afschaffing van de vrije vakbonden een machtsvacuüm in de fabrieken te voorkomen, werd in mei 1933 het Duits Arbeidsfront (DAF) opgericht onder leiding van Robert Ley, die de miljoenen leden van de vakbonden overnam en tegelijkertijd ook de eigendommen van de vakbonden onteigende. De in juni 1935 opgerichte Reichsarbeitsdienst (RAD) zette arbeiders, althans tot 1941, in bij voornamelijk civiele projecten en de landbouw. Deze methode van werkverschaffing werd door de bevolking en de buitenlandse pers als onschadelijk beschouwd in vergelijking met bewapening. Deelname was verplicht voor mannelijke adolescenten tussen 19 en 24 jaar en vanaf 1 september 1939 ook voor vrouwelijke adolescenten. In 1938 waren 350.000 jongeren geregistreerd in deze organisatie, die was verdeeld in 30 Arbeitsgauen (districten). In de loop van de oorlog werden steeds meer militaire projecten door de RAD bediend, zoals de uitbreiding van bunkersystemen.
De strijd tegen de werkloosheid en daarmee de toename van het aantal werknemers ging vergezeld van de ontmanteling van de rechten van werknemers. Op 2 mei 1933, de dag na 'Nationale Dag van de Arbeid', werden de vakbondsgebouwen bezet, de bezittingen geconfisqueerd en vooraanstaande functionarissen gearresteerd. De Wet op de Orde van Nationale Arbeid van 20 januari 1934 leidde tot de herinterpretatie van werkgevers als ‘bedrijfsleiders' (Betriebsführer) en werknemers als ‘volgers' (Gefolgschaft). Vanaf 1936 voltrok zich een verschuiving van het werkverschaffing, via werktoewijzing naar dwangarbeid. Met de introductie van het werkboekje, dat elke werknemer moest kunnen overleggen, werden individuele carrièrekansen bij het wisselen van baan ernstig beperkt. Het DAF nam onder leiding van Ley van toen af aan de formele bemiddeling tussen arbeiders en bedrijven over. Het DAF was sterk gericht op efficiëntieverbetering en de ideologische gleichschaltung.

### Kraft durch Freude

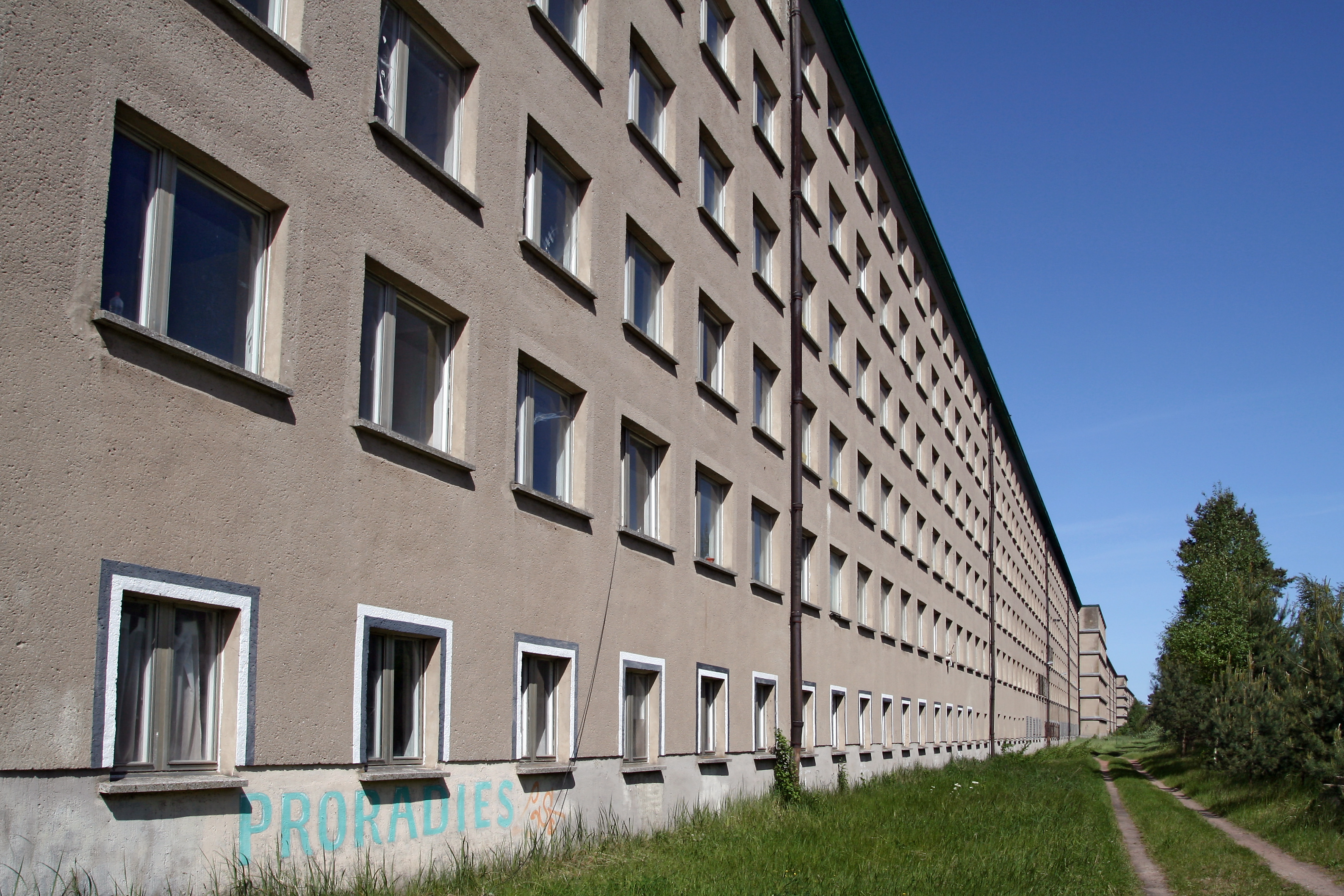
In het badhotel van Kraft durch Freude in Prora moesten twintigduizend vakantiegangers uit de arbeidersklasse zich kunnen ontspannen.

Een instrument dat vaak voor propaganda werd gebruikt, was het Bureau Kraft durch Freude (KdF), dat verantwoordelijk was voor door de staat gecontroleerde recreatie. KdF was een onderdeel van het Deutsche Arbeitsfront (DAF).

### Onteigening van Joods kapitaal
Het antisemitisme van de nazi's leidde tot de zogenaamde arisering van joodse winkels en bedrijven en openbare veilingen van kostbaarheden en meubels uit joods bezit. Terwijl in totaal vanwege de arisering ongeveer 100.000 joodse bedrijven van eigenaar wisselden, kan de omvang van de gedwongen veilingen nauwelijks worden gekwantificeerd. Er kan slechts met voorbeelden een beeld van de hoeveelheden worden geschetst. In Hamburg werden bijvoorbeeld in 1941 de ladingen van 2.699 goederenwagons en 45 schepen met "joodse goederen" geveild; 100.000 Hamburgers kochten meubels, kleding, radio's en lampen die afkomstig waren van ongeveer 30.000 joodse gezinnen. Daarnaast waren er duizenden onroerend goederen, auto's en kunstvoorwerpen die van eigenaar wisselden. Af en toe werden de autoriteiten lastiggevallen met verzoeken om bijzonder begeerde goederen, zelfs voordat hun rechtmatige eigenaren waren geëvacueerd. Er zijn gevallen bekend waarin joden die nog niet gedeporteerd waren gebeld werden om alvast te gaan bezichtigen wat men zou kunnen kopen op de al geplande veiling.

### Nazicontrole-instrumenten: kartels, "Devisenstellen" en nationaal geleide economie
Vanaf het allereerste begin vertrouwde het economische leiderschap van de nazi's op een systeem van kartels en dwangkartels, waardoor ze een steeds grotere controle en meer planmatige invloed op de economie kregen. Een ander onderdeel om staatscontrole over de economie te krijgen waren de  Devisenstellen (kantoren voor toezicht op deviezen) en de Überwachungsstellen (kantoren voor toezicht op de buitenlandse handel). De eerste volledige overzichten van economische sectoren kwamen tot stand in de landbouw en landbouwverwerking via de oprichting van de  Reichsnährstand in 1933. Vanaf 1939 ontstonden nieuwe soorten economische organisaties voor de industrie, waarvoor de traditioneel gebruikte term ‘kartel' in toenemende mate werd afgewezen: de Reichsvereinigungen RV Bastfasern, RV Eisen, RV Kohle, RV Chemische Fasern en RV Textilveredlung evenals de Hohlglasvereinigung en de Deutsche Zementverband. De verbazingwekkende economische kracht en leveringszekerheid die de nazi-economie tot bijna het einde heeft vertoond, was indrukwekkend. Dit is grotendeels terug te voeren op innovatieve controle-, plannings- en rationalisatietechnieken die zijn gekopieerd van kartelsystemen en vervolgens verder zijn geperfectioneerd.

### Herprivatisering
In 1936 werd een wet ingesteld om de grootste Duitse onderneming van dat moment, de Vereinigte Stahlwerke, die in 1932 genationaliseerd was om het bedrijf van de ondergang te redden, weer te privatiseren. In 1937 volgde de herprivatisering van de in 1931 tijdens de Duitse bankencrisis genationaliseerde Dresdner Bank en Commerzbank. Op 23 maart 1942 werden de Reichswerke Hermann Göring op bevel van Göring opnieuw geprivatiseerd. Dat gold echter alleen voor de wapengroep en de scheepvaartgroep; de mijnbouw en de metaalindustrie, die 85% van het kapitaal uitmaakten, bleven behouden.
Hartmut Rübner komt in zijn studie naar de samenhang tussen economie en politiek in de Duitse scheepvaart tot de slotsom dat, hoewel de grote zeescheepvaart van 1934 tot 1942 in overheidsbezit was, in die periode de invloed van ondernemers – binnen het door de politiek bepaalde kader – eerder toe- dan afnam, met een opmerkelijk ruime beslissingsbevoegdheid en handelingsvrijheid.

### Sleutelsector: de aardolie-industrie

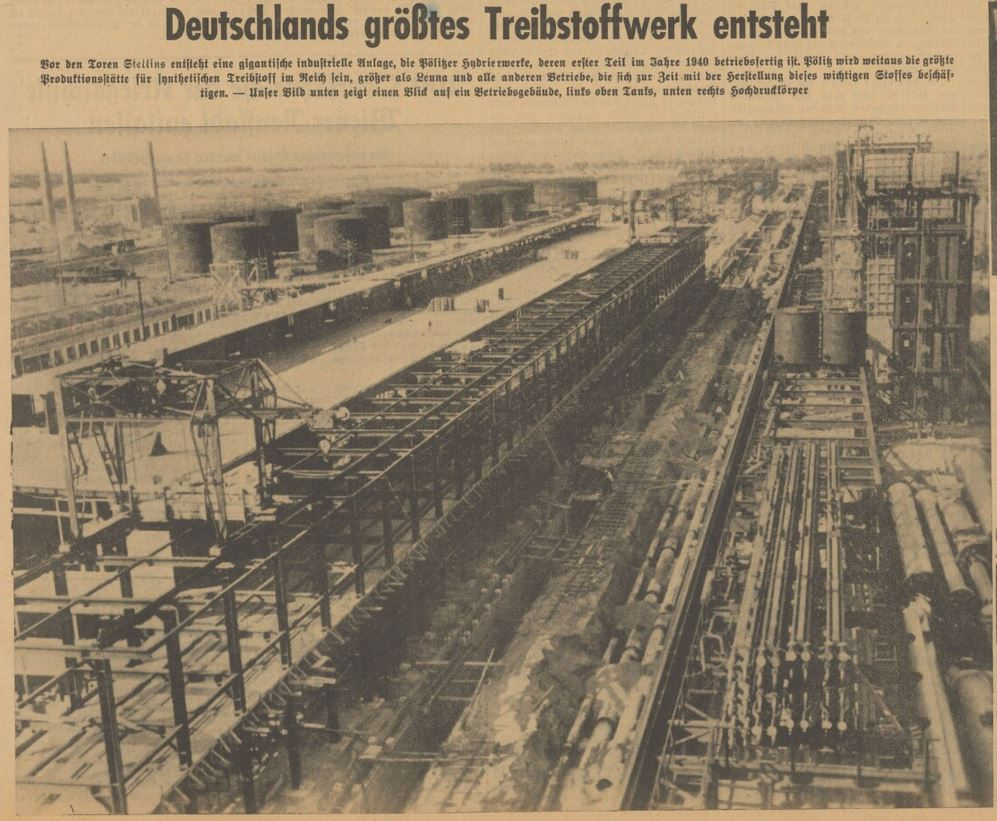
In Pölitz bij Stettin kwam in 1938 de grootste hydrogeneringsinstallatie van Europa tot stand.

Op 10 januari 1934 riep het Rijksministerie van Economische Zaken vertegenwoordigers van de Duitse olie-industrie bijeen in Berlijn en werd het zogenaamde "Reichsbohrprogramm" geïnitieerd. Dat had als doel om Duitsland systematisch af te zoeken naar winbare olielagen, in het bijzonder in zoutkoepels en leisteenlagen. Het boorprogramma van het Reich bleek de moeite waard. De opbrengst steeg van 214.000 ton in 1932 naar een piekvolume van 1,06 miljoen ton in 1940. Het meeste hiervan werd verwerkt tot smeerolie.
Ter voorbereiding op de oorlog was een strategische brandstofvoorziening gepland. Samen met I.G. Farben werd in augustus 1934 als dekmantel een bedrijf, Wirtschaftliche Forschungsgesellschaft mbH (Wifo) genaamd, opgericht met de opdracht om parken met grote tanks aan te leggen voor het leger en de luchtmacht. Wifo zou ongeveer een miljoen ton brandstof op voorraad houden op ongeveer tien locaties in het rijk. Voor vliegtuigbrandstof, die in geval van oorlog nauwelijks geïmporteerd kon worden en waarvoor Duitsland zelf geen productiefaciliteiten had, was de situatie extra kritiek.  . Daarom sloot I.G. Farben een licentieovereenkomst met het Amerikaanse bedrijf Standard Oil – tegen de wil van de Amerikaanse regering – om het benodigde tetra-ethyllood te kunnen produceren.
Buitenlandse bedrijven domineerden de Duitse oliehandel. Marktleiders waren naast Standard Oil het Britse AIOC (Anglo-Iranian Oil Company, voorloper van BP) en het Nederlands-Britse Koninklijke/Shell Groep. De Duitse dochtermaatschappijen beschikten halverwege de jaren dertig over meer dan twee derde van de raffinagecapaciteit. Ze beheersten 72 procent van de dieselmarkt, 55 procent van de benzinemarkt en 50 procent van de smeeroliemarkt. Vanwege de strikte deviezenregels in het Duitse Rijk konden de Duitse dochterondernemingen hun winsten nauwelijks overmaken aan de buitenlandse moedermaatschappijen.
In de jaren dertig lag de focus op de synthetische productie van brandstoffen uit steenkool in hydrogeneringswerken en kolenvergassing, tot 1939 met de merknaam "Leuna-Benzin". Hiertoe werden enorme hydrogeneringsinstallaties gebouwd in onder meer Dortmund, Wanne-Eickel, Zeitz-Tröglitz, Leuna en Pölitz, wat niet tot onafhankelijkheid van olie-import leidde, maar wel een enorme capaciteitsuitbreiding mogelijk maakte.

### De rol van consumptie
De particuliere consumptie als binnenlandse vraag was van geen belang in de nazi-economie, aangezien alle middelen bedoeld waren om de bewapening te intensiveren.
Op de Reichsparteitag van 1936 zei Hitler:
Het is (...) de ijzeren wet van het nationaalsocialistische bestuur geen stijging van de uurlonen toe te staan, maar de algemene inkomensstijging door een stijging van de productie te bewerkstelligen. Wanneer de Duitse Nationalwirtschaft nu ongeveer 15 miljard meer uitbetaalt aan lonen en salarissen, dan is dat alleen omdat de totale productie in die orde van grootte is toegenomen.
De door het regime opgelegde loonstop bleef weliswaar van kracht, maar door de gunstige conjunctuur en het als snel merkbaar wordende tekort aan geschoolde arbeidskrachten begonnen tal van bedrijven echter een hoger stukloon of bijzondere vergoedingen te betalen. Zo bereikte het nettoloon in 1937, althans in de voor de bewapening relevante economische sectoren, opnieuw het niveau van 1929, hoewel ook de prijzen stegen en naast belastingen en sociale bijdragen ook automatisch premies aan de DAF op het loon werden ingehouden. De groeiende kloof tussen de cao-lonen en de onevenredig hogere effectieve lonen leidde tot loondifferentiatie op basis van prestatiecriteria, en kwam zo in de plaats van het loonbeleid tot dan toe, waarbij dat tussen vakbonden en werkgeversorganisaties als sociaal vertegenwoordigende organen via cao's werd uitonderhandeld.
Internationaal vergeleken lag Duitsland wat betreft het nationaal inkomen per hoofd van de bevolking in de jaren dertig nog halverwege de VS, ruim achter Groot-Brittannië en ook achter Nederland, Frankrijk en Denemarken. Terwijl in de VS de combinatie van serieproductie door middel van standaardisatie en lijnassemblage enerzijds en hoge lonen anderzijds een snelgroeiende binnenlandse markt creëerde, zelfs voor dure massaconsumptiegoederen zoals auto's, stagneerde de productie van consumptiegoederen in Duitsland als gevolg van de exclusieve focus op bewapening.
Het regime probeerde weliswaar door middel van door de staat gesubsidieerde "Volks"-producten massaconsumptiegoederen te vervaardigen, maar alleen de volksradio (Volksempfänger), die in de zomer van 1933 in serieproductie ging en op afbetaling kon worden verworven, werd een succesvol product. Bezat in 1933 een kwart van alle Duitse huishoudens een radio, in 1938 was dat al iets meer dan 50 procent. Vergeleken met 68 procent in Engeland en 84 procent in de VS was dat echter nog geen heel hoog percentage.

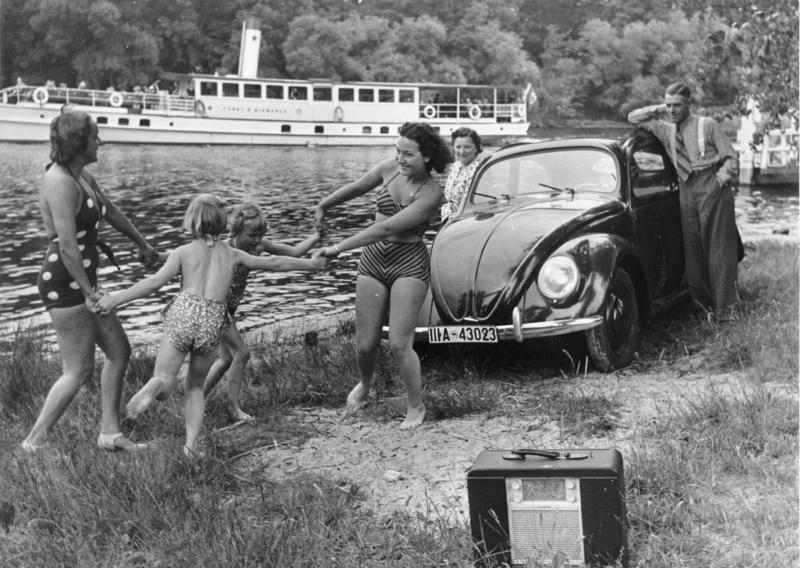
Familie met KdF-auto en -radio (reclamefoto ca. 1939)

Ook het project van de KdF-Wagen kreeg grote bijval. "In 10 jaar elke werkende Duitser een Volkswagen!" aldus Robert Ley in 1938. 336.000 mensen betaalden een wekelijkse termijn om hun eigen auto te krijgen. Omdat de politiek vastgestelde prijs van RM 1.000 ver onder de productiekosten lag, was geen enkel bedrijf bereid om de Volkswagen te bouwen. In plaats daarvan nam de DAF de financiering over met gestolen vakbondsvermogen en gaf Ferdinand Porsche de opdracht voor de ontwikkeling en bouw van de KdF-auto. De betalingen van de toekomstige VW-eigenaren leverden DAF een winst van ongeveer RM 275 miljoen op. De spaarders zelf verloren hun fortuin, want in tegenstelling tot de beloften van het regime met betrekking tot massamotorisering, werd tijdens het nazitijdperk geen enkele van de propagandistisch aangekondigde Volkswagens geleverd. Daarentegen leverde Porsche wel militaire voertuigen aan de Wehrmacht. Zelfs degenen die een privéauto van een andere fabrikant bezaten, werden benadeeld door het naziregime, omdat de benzineprijs in Duitsland aan het einde van de jaren dertig met 39 pfennig per liter ongeveer twee keer zo hoog was als bijvoorbeeld in de VS, door hoge belastingen. Onder het naziregime was benzine bedoeld als brandstof voor het leger, niet voor privéchauffeurs.

### Ontwikkeling in cijfers
In 1938 publiceerde het Hamburgische Welt-Wirtschafts-Archiv een artikel van de Brits-Australische econoom Colin Clark, waarin een internationale vergelijking van inkomens werd gepresenteerd. Volgens dit artikel was de levensstandaard in Duitsland de helft van die in de Verenigde Staten en twee derde van die in Groot-Brittannië.
| Werkloosheid in relatie tot de ontwikkeling van de industrie    | 1932 | 1933 | 1934  | 1935  | 1936  | 1937  |
| Personen geregistreerd als werkloos, jaargemiddelde (1.000.000) | 6,02 | 4,80 | 2,71  | 2,15  | 1,59  | 0,91  |
| Medewerkers van de Reichsautobahn, jaargemiddelde (1.000)       | -    | <4,0 | 60,2  | 85,6  | 102,9 | -     |
| Ontwikkeling Duitse voertuigproductie, index (1932 = 100)       | 100  | 204  | 338   | 478   | 585   | -     |
| Werknemers in de vliegtuigindustrie (1.000)                     | n.b. | 4,0  | 16,8  | 59,6  | 110,6 | 167,2 |
| Scheepsbouwkosten (in miljoenen Reichsmark)                     | 49,6 | 76,1 | 172,3 | 287,0 | 561,3 | 603,1 |

| Economische groep     | 1935 | 1937 |
| --------------------- | ---- | ---- |
| Machinebouw           | 70,6 | 95,4 |
| Elektrische industrie | 66,9 | 85   |
| Chemische industrie   | 76   | 87   |
| Textielindustrie      | 59,5 | 66,9 |

Tot 1935 waren de directe militaire uitgaven met 18% van de hele staatshuishouding relatief laag, de toenemende motorisering was een maatstaf voor de welvaart van de bevolking en de Duitse Reichsautobahn was een prestigeobject om de nationaalsocialistische efficiëntie aan te tonen.
In 1936 leek het beloofde herstel voltooid en de terugkeer naar de wereldeconomie nog mogelijk. Maar met de opleving kregen Hitler en de NSDAP de bevestiging dat ze de vermeende "machinaties van het wereldjodendom" als oorzaak van de wereldwijde economische crisis hadden overwonnen door middel van nationale politieke maatregelen. Voor de aanhangers van de denkbeelden over autarkie en Lebensraum was het tijd om de volgende stap te zetten: de intensivering van directe bewapening ter voorbereiding op een veroveringsoorlog.
Alle economische maatregelen van de nationaalsocialisten waren echter niet voldoende om de productiefaciliteiten volledig te benutten, zoals blijkt uit de tabel hierboven.
Midden-Duitsland was een van de grote regionale winnaars, waar naast het Ruhrgebied een nieuw industrieel centrum ontstond. In steden als Maagdenburg, Halle (Saale), Dessau, Halberstadt en Bitterfeld verdubbelde binnen enkele jaren het aantal werknemers. Een stad als Rostock, met scheepswerven en de Heinkel-vliegtuigfabriek, vergrootte haar bevolking binnen slechts zes jaar, van 1933 tot 1939, met een derde van 90.000 tot 120.000 en klom zo op tot de ranglijst van grote Duitse steden.
De wapengerelateerde expansie van de industriële sector ging ten koste van de landbouw. Jonge mensen kregen veel betere arbeidsomstandigheden aangeboden in de industrie, die dringend arbeiders nodig had. In november 1938 moest Reichsminister van Voedselvoorziening en Landbouw Walther Darré publiekelijk toegeven dat er sinds 1933 ongeveer 500.000 banen verloren waren gegaan in de landbouw, een daling van 20 procent.

## Van begrotingstekort naar oorlogseconomie

### Financiering en monetair beleid
Al in 1933 vereisten het creëren van banen en de herbewapening het gebruik van de gelddrukpers om deze doelen te realiseren. De gouden standaard, waarnaar veel financiële theoretici destijds streefden als wapen tegen inflatie, was al in 1931 ingestort. Als president van de Reichsbank maakte Hjalmar Schacht de circulatie van speciale wissels, zogenaamde Öffa-Wechsel of Arbeitsbeschaffungswechsel, mogelijk, die werden gedekt door de Reichsbank en gegarandeerd door de staat. De achtergrond van deze wissels bleef aanvankelijk verborgen voor het publiek. Enerzijds mocht er geen duidelijkheid zijn over de omvang van toekomstige wapeninvesteringen en dus over de schending van het Verdrag van Versailles en anderzijds mocht er geen onzekerheid bestaan over de positie van de Reichsmark op de geldmarkt, waardoor er ongewenste inflatie kon optreden.
Hiervoor werd een schijnbedrijf opgericht, de Metallurgische Forschungsgesellschaft mbH , waarachter vier bekende Duitse bedrijven stonden, namelijk Siemens, Gutehoffnungshütte, Krupp en Rheinmetall. Behalve als een financieringsinstrument om legaal discontering van wissels via de Reichsbank mogelijk te maken door middel van een tweede handtekening, had de "Mefo mbH" geen ander zakelijk doel. Voor wapenuitgaven was 11,9 miljard Reichsmark gedekt vanaf 1934 tot de door Schacht opgelegde uitgavestop van Mefo-Wechsels in 1938. Dit kwam overeen met 30% van de uitgaven van de Wehrmacht tot dan toe en dus meer dan duizend keer de eigen bijdrage van MeFo van slechts één miljoen Reichsmark.
Binnen verschillende takken van de Rijksregering was dit financieel beleid echter omstreden, met name wat het de bewapening betrof. Zo zette Schacht het wisselsysteem weliswaar op, maar probeerde tegelijkertijd meermaals, evenals minister van financiën Krosigk, tot bezuinigingen en hogere belastingen te komen en de financiering van het leger weer in de rijksbegroting onder te brengen. De initiatieven leidden echter tot niets, niet in de laatste plaats door de desinteresse van Hitler voor financiële kwesties en de bestedingsdrift van andere departementen. Krosigk kon tot 1935 wel wat kleinere maatregelen treffen, zoals een strakkere invordering van belastingen, de beschikking krijgen over de kostenbesparing op de werkloosheidsuitkeringen vanwege de lage werkloosheid en lagere toekenningen van geld aan Länder en gemeenten.
Vanaf 1935 werd naast Mefo-wissels tegen 4,5 procent aflosbaar schatkistpapier uitgegeven. Van 1935 tot 1939 werd met dit instrument circa 11 miljard Reichsmark bij het publiek en bijna 9,3 miljard bij institutionele beleggers geplaatst. In 1938 volgden nog kortlopende obligaties, die door banken, spaarbanken en verzekeringsmaatschappijen min of meer verplicht moesten worden afgenomen, omdat de staat praktisch alle andere investeringsmogelijkheden had verboden.
In 1936 kwamen er nog meer maatregelen gezien de steeds grotere geldtekorten door het vierjarenplan, al ging dat gepaard met fikse discussies binnen de regering. Zo werd de looptijd van de Mefo-wissels verdubbeld tot zes maanden en de vennootschapsbelasting verhoogd. Ook dwong Schacht verhogingen af van tollen en brandstofaccijns om de Autobahn-aanleg te kunnen financieren. Het aanstaande wegvallen van de Nero-wissels probeerde het ministerie van financiën op te vangen door onder meer de militaire belasting ("Wehrsteuer") en bedrijfsbelastingen te verhogen. Tevens werden vanaf 1938 veel aftrekposten afgeschaft. Dit alles was echter onvoldoende.
Al een dag na de Anschluss, op 12 maart 1938, werden de goudreserves van de Österreichische Nationalbank overgedragen aan de Deutsche Reichsbank. De Oostenrijkse goudvoorraad was op dat moment ongeveer drie keer zo groot als de Duitse. In totaal werden 78,3 ton fijn goud ter waarde van 467,7 miljoen schilling evenals deviezen en valuta ter waarde van 60,2 miljoen schilling (= 4,4 miljoen euro of 1,1 miljoen Reichsmark) (gebaseerd op de lagere wisselkoersen van Berlijn) overgemaakt naar de Reichsbank in Berlijn. Vanaf dat moment kwam het begrip roofgoud of nazigoud in zwang om het zich toeëigenen van goudreserves van veroverde landen en de burgers aldaar door SS en overheidsinstanties te omschrijven.
Desondanks veroorzaakte de Anschluss een grote kostenstijging. Samen met de tegenvallende opbrengsten van de Mefo-wissels leidde dit in 1938 tot een acute begrotingscrisis. Toch werden de uitgaven voor wapens in de loop van het jaar verder verhoogd. Men zag de financiële behoefte als een probleem voor de middellange termijn. Dat er in eerste instantie een hoge schuldenlast door kortlopend schatkistpapier ontstond werd op de koop toe genomen. Dit zou door een territoriale expansie, door middel van een beperkte militaire operatie, gevolgd moeten worden. Hierdoor lag het bedrag aan schatkistpapier tot midden 1939 steeds boven de grens van 2 miljard reichsmark. Deze grens was door de staat zelf gesteld en was eigenlijk een voorwaarde waarmee de geldmarkt betreden werd. In de loop van 1938 probeerde het ministerie met allerlei noodmaatregelen een situatie van niet-betaling door de overheid af te wenden. De vennootschapsbelasting werd in juli weer verhoogd, in augustus gingen diverse accijnzen omhoog en in september volgde een totale stop op overheidsbouwprojecten. Ook de aan de joodse bevolking opgelegde vermogensafgiften in november van circa één miljard reichsmark bracht geen blijvende oplossing om de financiële crisis te bedwingen. Voor 1939 werd ook nog een verhoging van de inkomstenbelasting en een uitstel van de aflossing van Mefo-wissels van zeventien jaar in het vooruitzicht gesteld. Bij de uitgifte van rijksleningen eind 1938 bleek dat de financiële markten deze nauwelijks meer konden of wilden absorberen. Uiteindelijk weigerde Schacht in december 1938 de staat een overbruggingskrediet van 100 miljoen reichsmark.
Begin 1939 trachtten Schacht en Krosigk, ondanks hun onderlinge meningsverschillen, Hitler met een gezamenlijke actie tot lagere uitgaven, hogere belastingen en een onderbrengen van de militaire begroting bij het ministerie van financiën te bewegen. Daarop ontsloeg Hitler Schacht en verving hem door Walther Funk. Al meteen kende de Reichsbank een bedrijfskrediet aan het rijk toe en legde een inkoopprogramma voor staatsleningen op. In de maanden daarna werden de reserves van een aantal staatsbanken overgedragen aan de staat, een aantal wissels gunstiger gemaakt voor de staat door wijzigingen in de soort lening en discontorente en weer nieuw schatkistpapier uitgegeven, de zogeheten U-Schätze. In februari 1939 werd de aangekondigde verhoging van de inkomstenbelasting voor renteniers en kinderloze topverdieners ingevoerd, het eerste met ingang van de "Machtergreifung", en het schrappen van nog meer aftrekposten. Ook werden voor het eerst belastingen op brandverzekeringen, paardenrennen en loterijen ingevoerd.
Vanaf mei 1939 werden zogenaamde NF-belastingvouchers (Neuer Finanzplan) uitgegeven. Op deze manier werd 40% van de facturen aan het Duitse Rijk onmiddellijk betaald en de rest gecrediteerd als een belastingkorting. Een ander onderdeel van het "Neuer Finanzplan was een verhoging van de inkomstenbelasting. Door deze maatregelen verbeterden de belastinginkomsten zodanig dat de de staat kon afzien van nieuwe uitgiften van obligaties, iets waar Hitler geen voorstander van was. 
Over de concrete oorlogsfinanciering werd vanaf 1935 tussen vertegenwoordigers van verschillende ministeries en de centrale bank gediscussieerd. Er kwamen een aantal voorstellen ter tafel, maar er kon geen overeenstemming worden bereikt. Onder druk van de naderende Tweede Wereldoorlog werd uiteindelijk een beperkt aantal maatregelen uit deze voorstellen ingevoerd, waarbij Hermann Göring op de avond van 30 augustus, dus anderhalve dag voor de invasie van Polen, de laatste besluiten nam. Men legde de regels van de oorlogseconomie vast, die op 4 september 1939 in werking trad. Er kwam een opslag van 50% op de inkomensbelasting, maar alleen voor jaarinkomens van meer dan 2.400 reichsmark en tot een bepaald grensbedrag. Daarbovenop kwam een prijstoeslag van 20% op bier en tabakswaren en van één reichsmark op elke fles brandewijn en mousserende wijn. In de loop van de oorlog trachtte het ministerie van financiën meer dan eens verdere belastingverhogingen in te voeren, maar stuitte daarbij op verzet van andere machtscentra, zodat het bij enkele kleinere verhogingen bleef.
De inflatie die veel economen vreesden en die te verwachten was door het opgeven van de gouden standaard en de toegenomen schuld, kwam er aanvankelijk niet. De beteugeling van de markt door de staat en de controle van de prijsstelling en winstmarges door de Reichskommissar für die Preisbildung stelden de principes van de markteconomie buiten werking. De prijsindex steeg slechts met gemiddeld één procent per jaar. Aangezien de aldus afgedwongen stabiliteit van de reichsmark puur politiek en niet economisch was, kreeg de munt geen vertrouwen op de internationale geldmarkt. Grote internationale investeringen in de Duitse economie bleven uit, wat resulteerde in een chronisch tekort aan deviezen. De opgekropte inflatie leidde na het einde van de oorlog tot een geldhervorming.
Met zijn boek ‘Hitlers Volksstaat’ over roof, rassenoorlog en nationaalsocialisme (2005) probeert Götz Aly te bewijzen dat de veroveringsoorlogen van Nazi-Duitsland ook altijd een poging inhielden om deviezen te bemachtigen of het gebruik ervan te beheersen. De nationaalsocialistische regering werd hiertoe gedwongen door haar eigen ondeugdelijke financiële en monetaire beleid. Aly meent dat de nationaalsocialistische regering "aanvankelijk met dubieuze en al snel met criminele technieken begrotingsbeleid voerde". De Duitse staatsbegroting mocht vanaf 1935 niet meer worden gepubliceerd, wat vooral diende om de penibele situatie weg te moffelen. "De nazileiders pochten in hun propaganda dat ze de basis legden voor het Duizendjarige Rijk, maar in het dagelijks leven wisten ze niet hoe ze de volgende ochtend hun rekeningen moesten betalen". De oorlogskosten werden slechts in geringe mate gefinancierd door reguliere staatsinkomsten en grotendeels mate door de zogenaamde stille oorlogsfinanciering (bij kredietinstellingen afgedwongen leningen en stimuleren van sparen) en door de bezette landen. Toen ook dat niet meer genoeg was, werd de Deutsche Reichsbank als geldschieter gebruikt. In feite betekende dit dat het Duitse Rijk al in het midden van de jaren dertig technisch failliet was.
De Oostenrijkse economisch historicus Dieter Stiefel spreekt met betrekking tot de Mefo-wissel van een "avontuurlijke financiële politiek"; het Duitse Rijk "heeft op zijn laatst vanaf 1934 een serieus monetaire beleid opgegeven en staats-geldschepping bedreven".
Volgens een onderzoek in 1946 plunderde nazi-Duitsland goud ter waarde van $ 700 miljoen in de bezette gebieden, het meeste daarvan in België en Nederland. Polen was er aan het begin van de oorlog in geslaagd het grootste deel van het goud van de centrale bank (ter waarde van ongeveer 87 miljoen US dollar) in veiligheid te brengen.
De controle over de kredietinstellingen door het regime was essentieel voor de financiering in nationaalsocialistisch Duitsland. De minister van Economische Zaken Walther Funk werd in februari 1938 president van de Reichsbank. Naast het controleren van de traditioneel sterke overheidsbanken ("öffentliche Banken") in Duitsland, verzekerde de NSDAP zich, als onderdeel van het 'ariseringsproces', van toegang tot leidinggevende functies bij een groot aantal particuliere banken. De grote banken probeerden een deel van hun onafhankelijkheid te behouden, maar moesten zich vanaf 1942/1943 teweer stellen tegen de Commissie-Bormann, die een poging van hoofd van de partijsecretaris Martin Bormann was om de leiding van de banken te vervangen door NSDAP-getrouwen. Als gevolg van dit beleid bestonden aan het einde van de oorlog de activa van de banken voornamelijk uit (nu waardeloze) leningen aan en vorderingen op de staat.
De nationaalsocialisten wezen de vrijemarkteconomie af, terwijl ze deze tegelijkertijd voor hun doeleinden gebruikten. Dit werd ook duidelijk in hun beleid met betrekking tot de effectenbeurzen. De nationaalsocialisten stonden wantrouwend tegenover de beurssector. Ten eerste wezen ze de financiële markten om ideologische redenen af. Daarnaast waren veel van beurshandelaren joden. Aan de andere kant waren de beurzen essentieel om de staat en de economie te financieren. Net als alle andere instellingen in het Derde Rijk werden in 1933 de beursbesturen gelijkgeschakeld. Bestuursleden van joodse afkomst werden uit hun functie gezet en de beurzen werden georganiseerd volgens het leidersbeginsel.
Om de concurrentie tussen beurzen uit te schakelen werd in 1934 de verplichting ingevoerd om effecten uitsluitend op de thuisbeurs te verhandelen. Ten behoeve van een verdere centralisatie werd het aantal beurzen aanzienlijk verminderd. In 1934 werden de voorheen 21 Duitse beurzen samengevoegd tot negen beurzen.
Om de interne financiering van de bedrijven te versterken, beperkte de Anleihestockgesetz (Wet op obligaties) vanaf 4 december 1934 de mogelijkheden van dividenduitkeringen. Dit verminderde de aantrekkelijkheid van de aandelen in beursgenoteerde ondernemingen aanzienlijk. Nieuwe emissies vonden bijna niet meer plaats. Zelfs toen de economie tussen 1933 en 1938 met 50% groeide, stagneerde het kapitaal van de beursgenoteerde vennootschappen en het aantal beursgenoteerde ondernemingen daalde sterk. Waren er in 1933 ongeveer 10.000 beursgenoteerde vennootschappen, in 1941 waren dat er nog slechts 5.000 (in het Altreich, dat wil zeggen exclusief Oostenrijk en de gebieden die daarna waren geannexeerd). De uitgiftes van industriële obligaties daalden van 1933 tot 1938 van 3,4 naar 2,9 miljard Reichsmark.
In ruil daarvoor gebruikten de nationaalsocialisten de effectenbeurzen om de enorme groei van het staatstekort te financieren. Het volume van beursgenoteerde openbare obligaties steeg van 10,8 miljard RM (1933) tot 24,1 miljard RM (1938). Tegenover deze "sterke uitbreiding van leningen voor het scheppen van banen door de overheid" stond een "vermindering van door de particuliere sector aanvaarde kredieten". De historicus Karsten Heinz Schönbach beschuldigt de grote banken ervan gewillig een aanzienlijk deel van de bewapening te hebben gefinancierd. Albert Kesselring, de leider van Amt D van het Reichsluftfahrtministerium, verantwoordelijk voor de opbouw van de Luftwaffe, prees in zijn memoires de "prettige belangeloze medewerking van de grootbanken bij de financiering van de bewapening van de luchtmacht".

### Schaarste; grondstoffensituatie 1933 - 1939

#### Landbouw en voedselvoorziening
Vanaf circa 1930 was de Reichslandbund (RLB) - tijdens de Weimarrepubliek de belangrijkste belangengroep in de Duitse landbouw - steeds meer onder invloed van de NSDAP gekomen. De leiding van de bond juichte de machtsgreep van Hitler dan ook toe en toen op 4 april 1933 een nieuw opgerichte Reichsführergemeinschaft de gelijkschakeling van alle boerenvertegenwoordigingen bewerkstelligde, ondervond deze vanuit de RLB dan ook geen enkel verzet. Een dag later beloofde de Duitse Landbouwraad als overkoepelend orgaan van de kamers van landbouw de regering haar volledige steun.
Richard Walther Darré, Reichsbauernführer van de NSDAP, werd gekozen tot voorzitter van de Duitse Landbouwraad. In 1933 voegde Darré, inmiddels Reichsminister voor Voedselvoorziening en Landbouw, verschillende takken van landbouw middels een verplicht lidmaatschap samen in de Reichsnährstand. Deze omvatte bosbouw, tuinbouw, visserij, jacht, landbouwcoöperaties, landbouwhandel en de verwerking en behandeling van landbouwgoederen. De lijnen van de landbouwproductie- en distributiesystemen kwamen daar tot 1945 samen.
De in 1935 bereikte marktordening was een voorloper van het latere oorlogsvoedselregime. Dit verschilde van de marktordening in vredestijd "niet in aard, maar slechts in intensiviteit."
Weliswaar stegen de consumptieprijzen en lonen in de landbouwsector in 1935, maar een verdere prijsstijging van basisvoedingsmiddelen moest worden voorkomen. Dit ook omdat dit tot een loon-prijsspiraal zou kunnen leiden en daardoor de lonen in de wapenindustrie de hoogte in zou drijven. In 1938 zakten de consumentenprijzen terug naar het niveau van 1933. De Reichserbhofgesetz, op 29 september 1933 door de regering ingesteld en volgens Hermann Göring dienend om de boerderijen te beschermen tegen "overmatige schuldenlast en versnippering van de erfenis", verbood de verkoop van boerderijen boven en bepaalde grootte door de eigenaren of hun erfgenamen. Dit hielp de leegloop van het platteland te voorkomen. Met de wet op de agrarische schuldenregeling ("Gesetz zur Regelung der landwirtschaftlichen Schuldverhältnisse (LWSG)) uit 1935 wist men de financiële problemen in de landbouw te saneren. In geen enkele andere sector in het Derde Rijk waren partij en economie zo nauw met elkaar verweven als in de landbouw.
Ondanks het uitroepen van de Erzeugungsschlacht ("productiestrijd"), een concept dat in 1934 werd ontwikkeld door de toenmalige staatssecretaris van het Rijksministerie voor Voedsel en Landbouw Herbert Backe om de prestaties van de voedselproductie te verbeteren, werd het totale landbouwareaal tussen 1933 en 1939 ongeveer 800.000 hectare kleiner. De reden hiervoor was het gebruik van het land door de Reichsautobahn en de Wehrmacht. Alleen al voor de aanleg van de Westwall was 120.000 hectare landbouwgrond nodig. Bovendien ontbrak het aan meststoffen en aan prikkels in het prijsbeleid. De graanproductie begon te stagneren en haalde maar tenauwernood de productiecijfers van 1913. Na het begin van de oorlog liep de productie zelfs terug. Het grootste tekort betrof de aanvoer van vetten en plantaardige oliën, waarvan tot 50% moest worden geïmporteerd via clearingovereenkomsten met Denemarken en de Baltische staten.
Van 1933 tot 1938 gingen ongeveer 500.000 banen verloren in de landbouw, wat overeenkomt met een daling van 20 procent.
In 1939 had het Duitse Rijk, nu met het Saarland, Oostenrijk, het Sudetenland, het protectoraat Bohemen en Moravië en het Memelland, een zelfvoorzieningsgraad van 83% in de voedingssector.

#### Stagnerende buitenlandse handel en tekorten aan deviezen
Er valt volgens historicus Bernd-Jürgen Wendt tussen 1924 en 1945 een grote continuïteit aan te wijzen in de overheidsbureaucratie ten aanzien van de economie, zowel op persoonlijk als institutioneel vlak. Hetzelfde gold voor de nauwe samenwerking met het ministerie van Buitenlandse Zaken. Hierdoor was de koers op het gebied van buitenlands economisch beleid al die jaren vrij constant. De diplomaten Karl Ritter en diens opvolger Emil Wiehl, die bij het ministerie van Buitenlandse Zaken verantwoordelijk waren voor de handelsbetrekkingen, werkten trouw samen met de staatssecretaris van Economische Zaken in de nazitijd, Hans Posse. Ritter en Posse werden gezien hun nauwe contacten met privéondernemingen beschouwd als vertegenwoordigers van de buitenlandse belangen van de industrie binnen de rijksoverheid.
Al vóór 1929 was er een tendens zichtbaar dat de Europese buitenlandse handel zich steeds meer beperkte tot handelspartners in Europa of aangrenzende gebieden met een gemeenschappelijke grens, ten koste van de overzeese handel.
De gecontroleerde buitenlandse handel, zoals gedicteerd door het "Neues Plan", zocht met name naar Europese landen die rijk waren aan grondstoffen en die geïnteresseerd waren in een directe goederenuitwisseling met de Duitse industrie. Dit laatste werd bevorderd  omdat Duitsland eenzijdig had besloten geen rente over haar schulden meer te betalen in combinatie met zijn deviezentekorten. Daarom waren andere landen eerder bereid om een directe goederenruil te doen dan te handelen op basis van krediet. 
Toen in 1941 met de Balkanveldtocht ook de Zuidoost-Europese landen in de fascistische Europese Neuordnung terechtkwamen, waren deze al een tiental jaren het doelwit van een officieus Duits imperialisme geweest om van daaruit agrarische producten en ruwe grondstoffen te betrekken. Bij de opbouw van dit informal empire, dat uit een '"kernruimte" Duitsland en een "uitbreidingsruimte" Zuidoost-Europa bestond, speelde de door de zware industrie in het Ruhrgebied opgezette Mitteleuropäische Wirtschaftstag, met een opvallende continuïteit van 1931 tot aan het einde van de oorlog, een essentiële rol. In 1934 werden handelsovereenkomsten gesloten met Joegoslavië en Hongarije waarin import en export naar het desbetreffende land werden gecompenseerd en vereffend door middel van "clearing". Deze moderne vorm van ruilhandel spaarde de deviezen- en goudreserves van het Duitse Rijk, die nodig waren voor de aankoop van wapens. Daartoe sloot het Derde Rijk handelsovereenkomsten, zoals de Duits-Britse betalingsovereenkomst van 1934, een verdrag tussen nazi-Duitsland en Groot-Brittannië om onderlinge buitenlandse handel te financieren, met bijna alle belangrijke handelspartners. Ook in het noorden sloten staten als Zweden, Denemarken en de Baltische staten handelsovereenkomsten met het aan deviezengebrek lijdende Derde Rijk. Alleen al de invoer van ijzererts uit Zweden, belangrijk voor de bewapening, vervijfvoudigde tussen 1932 en 1936. 
Desondanks kon aan de voortdurend toenemende vraag naar ijzererts niet worden voldaan. Dit tekort leidde in 1937 zelfs tot een daling van de vliegtuigproductie en ook het plan voor de uitbreiding van de vloot stagneerde. De civiele bouwsector ondervond problemen doordat de oorlogsproductie prioriteit had bij het verkrijgen van staal en koper.
Ondanks de deviezensparende clearingovereenkomsten en een toename van de binnenlandse handel, nam het volume van de buitenlandse handel tot 1936 nauwelijks toe. Het aandeel van voor bewapening relevante grondstoffen werd door de staatscontrole echter aanzienlijk verhoogd en het aandeel van consumptiegoederen dienovereenkomstig verlaagd. Daarbij lag het zwaartepunt op de import van metalen, brandstoffen, rubber en katoen.
| Leveranciers van ijzererts naar aandeel in procenten | 1934 | 1935 | 1936 | 1937 | 1938 | 1939 |
| Zweden                                               | 56,8 | 39,1 | 44,6 | 44,0 | 41,0 | 48,7 |
| Frankrijk                                            | 19,5 | 39,9 | 37,1 | 27,8 | 23,0 | 13,4 |
| Spanje                                               | 7,6  | 9,3  | 5,7  | 6,7  | 8,2  | 5,9  |
| Noorwegen                                            | 6,4  | 3,6  | 2,8  | 2,4  | 5,0  | 5,0  |

De gewenste zelfvoorziening kon alleen worden bereikt op het terrein van voedingsmiddelen en op die van de chemie. Bij het uitbreken van de oorlog bedroeg de afhankelijkheid van buitenlandse grondstoffen ongeveer 35 procent van de totale behoefte, op veel voor bewapening belangrijke terreinen aanzienlijk meer.
| Buitenlandse afhankelijkheid bij het uitbreken van de oorlog in 1939 | ijzererts | koper | minerale olie | rubber | Voedingsvetten |
| Buitenlandse afhankelijkheid in procenten van de totale behoefte     | 75        | 70    | 65            | 85–90  | 50             |
| "Blokkadeveilig" aandeel daarvan in procenten                        | 54        | 15    | 22            | 4      | 75             |

De tijdens de Duitse bankencrisis opgebouwde kortetermijnschulden van Duitse banken werden bevroren door middel van de Stillhalteabkommen, een in 1931 overeengekomen schuldenmoratorium tussen de Duitse banken en hun crediteuren, en op lange termijn afgelost. Dit droeg ook in belangrijke mate bij aan het opvangen van het tekort aan deviezen.
Buitenlandse boycots tegen Duitse goederen, zoals bijvoorbeeld door de Non-Sectarian Anti-Nazi League in de Verenigde Staten  (oorspronkelijk de Amerikaanse Liga voor de verdediging van de Joodse rechten) veroorzaakte extra moeilijkheden voor de Duitse buitenlandse handel.

### Economische samenwerking met de Sovjet-Unie
Toen vanaf 1938 de buitenlandpolitiek van Duitsland steeds agressiever werd, werd de Sovjet-Unie de belangrijkste handelspartner van het "Groot-Duitse Rijk". De volledige grondstoffenvoorziening van een oorlogvoerend Duitsland was, zo meende de regering van het Derde Rijk, "slechts met de Russische grondstoffen […] mogelijk."
Op 19 augustus 1939 werd dit door de ondertekening van de Duits-Sovjet Kredietovereenkomst bekrachtigd. Dit was een handelsverdrag over de levering van grondstoffen uit de Sovjet-Unie aan het Duitse Rijk. De economische overeenkomst werd pas ondertekend toen het zeker was dat de gesprekken over het Molotov-Ribbentroppact zouden slagen.
De Duits-Sovjet Kredietovereenkomst was het begin van een sterke economische relatie tussen nazi-Duitsland en de Sovjet-Unie. Na de eerste overeenkomst volgden nog een aantal afspraken, waaronder de Duits-Sovjet Economische Overeenkomst van 1940. De Sovjet-Unie werd een belangrijke leverancier van essentiële grondstoffen voor Duitsland, waaronder aardolie, metalen, hout en graan. De Sovjets maakte het voor Duitsland mogelijk transport van en naar Roemenië, Iran en Afghanistan en andere oostelijke landen via het grondgebied en veroverd gebied van de Sovjet-Unie te laten verlopen. De Sovjet-Unie kocht en vervoerde verschillende materialen uit andere landen voor Duitsland onder de naam van Sovjet-instanties, zodat Duitsland daarmee de Britse blokkade kon omzeilen. Naar schatting vervoerde Sovjet-Unie ongeveer 800 miljoen Reichsmark aan goederen uit derde landen richting Duitsland. De kwartiermeester-generaal van de Duitse krijgsmacht Eduard Wagner gaf aan dat de economische samenwerking met de Sovjet-Unie de redding was voor Duitsland. Zonder de levering van grondstoffen uit de Sovjet-Unie had Duitsland te weinig middelen om de Sovjet-Unie effectief aan te vallen.
Het politiek en militaire deel van de samenwerking, geregeld in het Molotov-Ribbentroppact, gaf Hitler het voordeel dat er meer militaire middelen geconcentreerd kon worden op aanvallen aan de westgrens van Duitsland.

### Rassenpolitiek, verplichte belastingen en corruptie

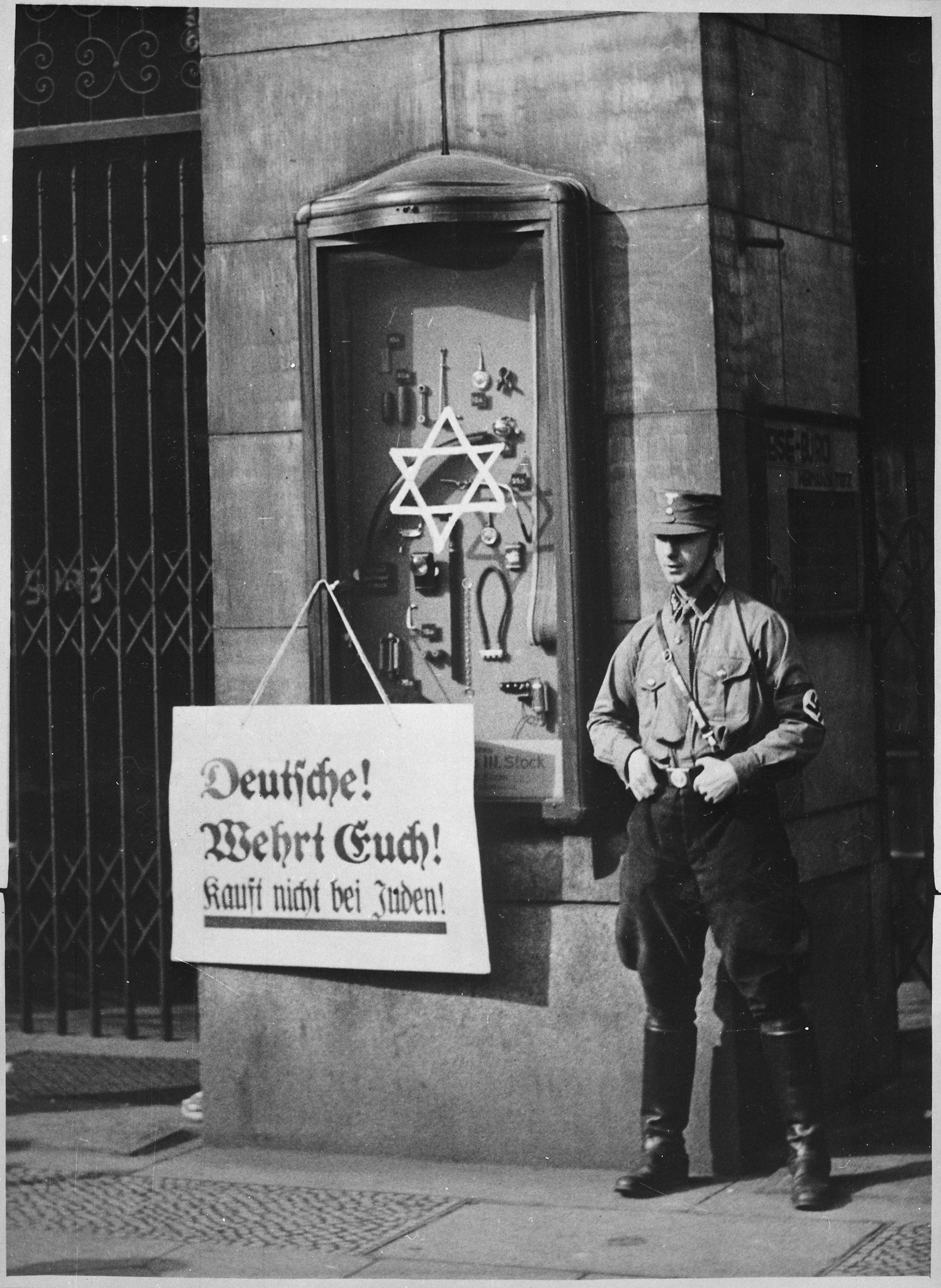
SA-lid voor het warenhuis Tietz, Berlijn, 1 april 1933

Het moorddadige antisemitisme van het Derde Rijk was evenzeer gericht op de vernietiging van de Joodse bevolking als op hun beroving. Terwijl het regime de ontvoering en moord op mensen bagatelliseerde als ‘hervestiging', werden diefstal en afpersing beschreven als ‘arisering' van eerder bedrieglijk verworven en dus illegale eigendommen van mensen van joodse afkomst.
De bereidheid om zichzelf persoonlijk te verrijken ten koste van de slachtoffers van antisemitisme liep door vrijwel alle sociale en politieke klassen. Aangezien de "arisering" niet centraal werd gecontroleerd door een ministerie, maar werd gedelegeerd aan de Gauleitungen, kregen leden van de lagere politieke bestuurslagen de kans om zichzelf te verrijken door beroving en afpersing.
In de regel haalden de daders hun morele rechtvaardiging uit hun zelfperceptie als slachtoffers gedurende de ‘Kampfzeit' van de NSDAP tussen 1919 en 1933. De propagandistische berekening dat 'duizenden en duizenden' aanhangers van de NSDAP aanzienlijke persoonlijke en economische offers hadden gebracht, en zelfs tot zelfmoord waren gedreven door de financiële uitbuiting door het jodendom, gaf aanleiding tot morele claims. Nadat partijleden op grote schaal hadden deelgenomen aan de verrijking met gestolen goederen, met name onroerend goed, ontstond na 1933 een verdere radicalisering in de 'Joodse kwestie'. De gedachte dat de rechtmatige eigenaren ooit terug konden keren en weer aanspraak maken op hun bezittingen was voor velen onverdraaglijk. Samen met de al gekoesterde raciale ideologieën, werd een 'Endlösung’, een definitieve oplossing, voor deze situatie voor velen wenselijk.

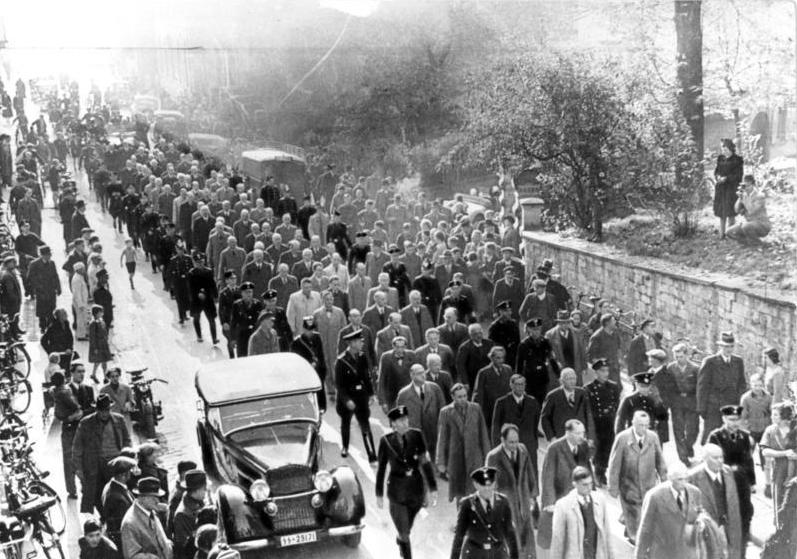
Na de pogrom van november werd een colonne joden naar het concentratiekamp gebracht voor "Schutzhaft" (preventieve hechtenis). Baden-Baden, november 1938)

Hoewel het Duitse Reich het recht opeiste om te beschikken over de ‘geariseerde' activa, is het twijfelachtig en tot in de 21e eeuw nog niet goed uit te maken welk percentage van de gestolen activa daadwerkelijk is afgedragen aan overheidsinstanties. Ten tijde van de Kristallnacht stelde Hermann Göring de Judenvermögensabgabe (Joodse vermogensbelasting) in werking voor een bedrag van één miljard Reichsmark, wat vermoedelijk overeenkwam met ongeveer zes procent van de belastinginkomsten. Na de pogromnacht werden de Joden in Schutzhaft" (preventieve hechtenis) genomen en op weg naar het concentratiekamp en aldaar beroofd en gedwongen om activa over te dragen. Door Reichsführer SS Heinrich Himmler, die officieel verantwoordelijk was voor de overdracht van het geroofde bezit aan de Reichsschatzmeister van de NSDAP, werd weliswaar onbaatzuchtigheid en naleving van wetten geëist, maar in de praktijk werd dit afhankelijk van de behoefte en gelegenheid en met of zonder medeweten van de partij met voeten getreden. Er werd een 'speciale rekening S' opgezet voor Himmler, waarop de donaties van de Freundeskreis Reichsführer SS, ook bekend als de 'Keppler-Kreis', terechtkwamen, die in de miljoenen liepen. De leden van de Freundeskreis hebben op grote schaal geprofiteerd van de ‘arisering'. Een speciale rekening werd ook ter beschikking gesteld van de SS, in een geheime overeenkomst met minister van Economische Zaken Funk, die werd gevuld met de opbrengsten van de kostbaarheden van de joden die in de concentratie- en vernietigingskampen werden beroofd en vermoord.
Naar buiten toe en in overeenstemming met het nationaalsocialistische ‘concept van eer’ mocht de Jodenvervolging volgens Himmler alleen ideologische motieven nastreven en niet gebaseerd zijn op winstbejag. Dat zou onder bepaalde omstandigheden Joodse bevolking zonder bezit hebben gespaard. Bij de uitvoering werd verrijking aan joods bezit echter alleen in uitzonderlijke gevallen vervolgd, bijvoorbeeld als tegelijkertijd van een impopulair partijlid kon worden afgekomen.
Aanvallen op Joden konden variëren van het afpersen van protectiegeld door lokale SA- of SS-groepen bij particulieren tot het afpersen van miljoenen Reichsmarken bij industriëlen met behulp van voorgedrukte 'donatieformulieren' onder dreiging van onmiddellijke executie. Geroofde kunstschatten vonden wijdverbreid aftrek onder partijleiders, soldaten kregen vaak onroerend goed 'geschonken'. Direct met het aantreden van Adolf Hitler werden zogenaamde 'speciale fondsen' gecreëerd die zich aan het zicht van de Rekenkamer onttrokken. Behalve "geariseerde" activa kwamen daar ook privédonaties, partijdonaties en opbrengsten uit de gedwongen verkoop van Hitlers boek Mein Kampf terecht. Tot het einde van het Derde Rijk werd een groot aantal van dergelijke 'speciale fondsen' gebruikt en leeggeplukt door verschillende mensen of groepen. Adolf Hitler vertrouwde kennelijk niet altijd op de ideologische solidariteit van zijn volgelingen, maar probeerde hen zich ook aan hem te verplichten middels substantiële materiële schenkingen, waarbij hij de belastingdienst omzeilde. De verontwaardiging was dan ook groot toen bekend werd dat sommige verdachten van de samenzwering rond de moordaanslag van 20 juli 1944 dergelijke voordelen hadden ontvangen.
De in het nationaalsocialistische systeem van machtsbehoud geïncorporeerde corruptie drukte ook op de staatsbegroting. Van 1937 tot 1941 behandelde de Reichsschatzmeister van de NSDAP meer dan 10.000 meldingen van onttrekking van partijbezit door partijleden. De economische opleving van het Duitse rijk werd door de ‘arisering' niet bevorderd. Economisch gezien leidde het alleen tot een verschuiving van legale naar illegale eigenaar en niet naar waardeschepping. Wel verloor de Duitse economie als gevolg van de deportatie, moord en emigratie van grote delen van de Joodse bevolking, een aanzienlijk aantal gekwalificeerde arbeiders en leidinggevenden.

### Nationaalsocialistische planeconomie: bewapening in het teken van het vierjarenplan
Na bijna vier jaar "Wehrwirtschaft" onder nationaalsocialistisch bewind waren de economische reserves aan grondstoffen en voedsel uitgeput. De buitenlandse handel stagneerde en inkomsten uit export waren niet te verwachten, aangezien de Duitse industrie door het belang dat aan autarkie werd gehecht, gehinderd werd in de export. Zonder aanvullende grondstoffen kon de bewapening van de Wehrmacht niet doorgaan in de mate die Hitler eiste.
In september 1935 schetste Hitler voor het eerst de basisideeën van het vierjarenplan in zijn proclamatie op de Reichsparteitag. Men stelde zich voor om door "Duitsland zijn eigen grondstoffen te laten produceren, het onafhankelijk te maken van import". Als materialen noemde hij "benzine uit steenkool, Duitse vezels, kunstrubber, de ontwikkeling van onze eigen oliebronnen en eigen oude en nieuwe ertslagen".
Een voorstel vanuit de industrie, namelijk IG Farben, suggereerde dat het tekort aan grondstoffen uitgesteld kon worden door alle krachten te bundelen om de productie in het land te verhogen, zodat in ieder geval kleine militaire acties mogelijk zouden zijn. De patenten van IG Farben voor de productie van synthetisch rubber (Buna Werke) en voor brandstofproductie uit bruinkoolhydrogenering zouden hieraan moeten bijdragen.
Hierdoor aangemoedigd kondigde Hitler de introductie aan van een vierjarenplan op het nazi-partijcongres in Neurenberg in september 1936. De drijvende kracht achter het plan was Hermann Göring, van wie Hitler in de zomer van 1936 rapporten had geëist over de economische situatie en voorstellen voor oplossingen voor de meest urgente problemen. Göring verzamelde memoranda van verschillende takken van de economie, maar stuitte met zijn plannen op verzet van de Reichsminister van Economie Hjalmar Schacht.
Eind augustus 1936 dicteerde Hitler, waarschijnlijk op voorstel van Göring, een memorandum (Denkschrift zum Vierjahresplan) dat bestond uit een ideologisch deel over de 'politieke situatie' en een programmatisch deel over de 'economische situatie' in Duitsland. Dit laatste was gebaseerd op het grondstoffenprogramma geïnitieerd door IG Farben en zou in een gedeeltelijke autarkie moeten resulteren.
De maximale verhoging van de binnenlandse productie moest de import van voedsel mogelijk maken zonder de bewapening te schaden. Volgens Hitler leeft de natie niet voor de economie, "maar de financiën en de economie, bedrijfsleiders en alle theorieën moeten uitsluitend deze strijd voor zelfbehoud van ons volk dienen". Hitler dreigde: "De Duitse economie zal deze nieuwe economische opgaven begrijpen of ze zal gewoon niet in staat blijken om in deze moderne tijd, waarin een Sovjetstaat een gigantisch plan aan het opzetten is, voort te bestaan. Maar dan zal Duitsland niet te gronde gaan, hooguit een paar economen." Hitler pleitte voor een meerjarenplan om de Wehrmacht binnen vier jaar operationeel en de economie oorlogsklaar te maken.
In augustus 1936 vatte Hitler in zijn economische beleidsnota twee centrale eisen samen:
1. Het Duitse leger moet binnen vier jaar operationeel zijn.
2. De Duitse economie moet binnen vier jaar oorlogsklaar zijn. In het openbaar viel de term 'oorlog' niet, maar werd gezegd dat Duitsland naar economische zelfvoorziening streefde.

Hitler had geen duidelijke ideeën over economische planning. Hij was vooral bezig met ideologische stellingen en propaganda. Maar met Hitlers memorandum achter zich maakte Göring met succes aanspraak op het controleren van de wapenindustrie. Als "gevolmachtigde voor het vierjarenplan" organiseerde hij al snel een groep "speciale gevolmachtigden" voor verschillende aspecten van het vierjarenplan, die vaak met hun eigen bureaucratische apparaat tussenbeide kwamen in de taken van het ministerie van Economische Zaken. Het vierjarenplan veroorzaakte een enorme economische impuls, waarvan de dynamiek beantwoordde aan Hitlers ideologische wensen. De herbewapeningspolitiek werd naar een nieuw niveau getild om Duitsland voor te bereiden op de oorlog die volgens Hitler onvermijdelijk was.
Het laten vallen van de eis tot winstgevendheid leidde echter tot een ernstig conflict met de Duitse metallurgische industrie. Deze weigerde te investeren in een activiteiten die economisch zouden falen. Het smelten van 30 procent ijzererts in plaats van 60 procent ijzererts was volgens de industrie niet rendabel, omdat er hoge kosten voor gemaakt moesten worden. Deze opvatting werd gesteund door minister van Economische Zaken Schacht, die meende dat de bewapening tegen de grenzen van de economische mogelijkheden aanliep.

Ter gelegenheid van de Internationale Automobiel- en Motorfietstentoonstelling in februari 1937 was de reactie van Hitler dat de particuliere sector "ofwel in staat was om het ijzerertsprobleem op te lossen, ofwel het recht op voortbestaan als vrije economie verspeelde".

Wereldwijde staalproductie in 1939

Met dit in gedachten richtte Hermann Göring op 23 juli 1937 de A.G. für Erzbergbau und Eisenhütten Hermann Göring op, de basis voor de latere Hermann-Göring-Werke. De benodigde particuliere ertsenvelden werden onteigend en de staat nam de volledige staalproductiecapaciteit in handen. De Reichswerke Hermann Göring was, naast I.G. Farben en de Vereinigte Stahlwerke AG het grootste Duitse concern in het Nationaalsocialistische Duitse Rijk.
In principe zou de economie zo uitgeput moeten raken dat om hulpbronnen aan te vullen een oorlog, zij het lokaal beperkt, onvermijdelijk zou worden. Schacht, wiens Ministerie van Economische Zaken in belang was afgenomen omdat Göring steeds meer zeggenschap in economische kwesties had gekregen, zocht aanvankelijk steun voor zijn kritiek bij de opperbevelhebber van de Wehrmacht, Werner von Blomberg. Blomberg was echter loyaal aan Hitler. In november 1937 trad Schacht af als minister van Economische Zaken, maar behield zijn positie als president van de Reichsbank tot maart 1939.
Walther Funk, die eerder voor de nazi-propaganda had gewerkt, werd in februari 1938 benoemd tot Rijksminister van Economie en nam in 1939 ook het presidentschap van de Reichsbank van Schacht over. Hij vervulde deze taak, zoals hij in 1946 uitlegde tijdens de oorlogsmisdadenprocessen in Neurenberg, als 'ontvanger' van de bevelen van Göring. Funk speelde een belangrijke rol bij het verdrijven van Joden uit het zakenleven. Met de 'Verordening inzake de registratie van eigendommen van Joden' van 6 juli 1938 en de 'Derde verordening inzake de Reichsburgerwet' van 14 juni 1938 werd de economische activiteit van Joden geregistreerd, gecontroleerd en uiteindelijk stilgelegd.
Het bureau voor het vierjarenplan moest een instrument creëren dat de militaire belangen verdedigde tegen de invloed van de particuliere sector. Voor dit doel kende het Oberkommando der Wehrmacht (OKW) de titel van 'Wehrwirtschaftsführer' toe aan civiele industriëlen. Dit moest de band met de militaire structuur versterken. Het hoofd van het 'Wehrwirtschafts- und Rüstungsamt' (Bureau voor Oorlogseconomie en Bewapening), een onderdeel van het OKW, generaal Georg Thomas, was verantwoordelijk voor dit initiatief.
Maar de samenstelling van het bureau voor het vierjarenplan leidde tot een vergroting van de invloed van de betrokken industriëlen. De Wehrmacht als geheel werd door leiderschapscrises gehinderd bij de gezamenlijke ontwikkeling van de Wehrmacht. De afzonderlijke Wehrmacht-onderdelen, het leger, de luchtmacht en de marine, concurreerden met elkaar en uitbreiding van de bewapening ging naar goeddunken van hun opperbevelhebbers. Een eenduidig en uniform door de politiek aangereikt ‘oorlogsbeeld' ontbrak. Het belang van technologieën als radar, straalmotoren en de ontwikkeling van kernwapens (Uranprojekt) voor een mogelijke "grote" oorlog werd miskend.  In plaats daarvan werden prestigieuze objecten zoals een vliegdekschip, dat nooit werd voltooid of op aantallen gerichte productielijnen van reeds verouderde vliegtuigen goedgekeurd.

### "Anschluss" van Oostenrijk en de "Sudetenfrage"
Twee jaar na de afkondiging van het vierjarenplan en de vorming van een uitgebreide bureaucratie om het uit te voeren, werd de tussentijdse doelstelling niet gehaald. Door militaire deelname aan de Spaanse Burgeroorlog van 1936 ontstonden verwachtingen ten aanzien van een intensieve exploitatie van Spaanse grondstoffen. Spanje onder Francisco Franco, dat na Zweden en Frankrijk de derde belangrijkste leverancier van ijzererts bleef en ook 50% van de zwavelbehoefte dekte, verzette zich met succes tegen de druk uit het Derde Rijk.
Hoewel er een sterke groei was op het gebied van de productie van brandstof en buna (synthetisch rubber), wat terug te voeren was op IG-Farbens toewijding aan het bewapeningsbeleid, bleef de toename van de staalproductie ver achter bij de verwachtingen voor de bewapening. Hoewel de vierjarenplan-autoriteit alle economische sectoren probeerde te beheersen, werden de tekorten op het gebied van consumptiegoederen gecompenseerd door bedrijven die niet werden geregistreerd.
Gezien de ontwikkeling van het tekort is het opmerkelijk dat Hermann Göring een belangrijke rol speelde in de ‘Anschluss', de bezetting en incorporatie van Oostenrijk op 12 maart 1938, van achter zijn bureau via telefoongesprekken met de Oostenrijkse besluitvormers. Oostenrijk was het eerste land dat 'per telefoon werd veroverd', en Göring was de gesprekspartner aan de kant van het Duitse Rijk.
Met de inlijving van de Oostenrijkse staalproductie, het overschot aan landbouwproductie, dringend benodigde vetten, de productie van ruwe aardolie in nieuw ontdekte olievelden, de ongebruikte waterkracht voor energieproductie en de schatkist van de Oostenrijkse staat met goud en deviezen, werd de doelstelling nog bereikt voordat de eerste twee jaren van het vierjarenplan om waren.
Slechts een maand later kwam de ‘Sudetenland kwestie' in de belangstelling van het buitenlands beleid. Aangemoedigd door de tekenen van een naderende oorlog, presenteerde IG Farben het Wehrwirtschaftlichen Neuen Erzeugungsplan. Dit voorzag in groeipercentages tussen 60 (aluminium) en 2300 procent (Buna) in de chemische sector in het planjaar 1942/43. Het Wehrwirtschaftlichen Neuen Erzeugungsplan, ook wel Krauch- of Carinhall-plan genoemd, herzag het vierjarenplan naar boven en leidde tot de opkomst van IG-Farben-directeur Carl Krauch tot de machtigste man achter Göring in de vierjarenplanorganisatie. In augustus 1938 werd dit plan uitgebreid tot Schnellplan, waardoor de looptijd met een jaar werd bekort. Het risico van een ondergang van de nationale economie werd aanvaard in de hoop op een oorlogsbuit die verkregen zou kunnen worden door veroveringsoorlogen.
De Sudetencrisis werd echter diplomatiek opgelost door het Verdrag van München uit de gezichtshoek van verzoeningsbeleid en stond het Duitse Rijk toe de Sudetengebieden te annexeren. Hoewel de aldus verworven middelen onmiddellijk werden opgenomen in het vierjarenplan en het plan voor de nieuwe militaire generatie, compenseerden ze niet de kosten van de deviezen- en grondstofintensieve voorbereidingen op oorlog. De integratie van de zogenaamde 'rest van Tsjechië', dat wil zeggen het grondgebied van Tsjechoslowakije, afgezien van het Sudetengebied en Slowakije, bood meer militair economisch perspectief. Aangezien Tsjecho-Slowakije de militaire mobilisatie zelf begon in het licht van de dreiging, kon het Duitse Rijk niet alleen buitenlandse valuta, grondstoffen en industriële installaties als buit verwachten, maar ook een aanzienlijke hoeveelheid gebruiksklare bewapening. Op 15 maart 1939 marcheerden Duitse troepen eindelijk Praag binnen en richtten het Protectoraat Bohemen en Moravië op, dat conceptueel onafhankelijk zou zijn, maar de facto volledig was afgestemd op de behoeften van het Duitse Rijk. Tijdens de invasie werden op grote schaal buitgemaakte wapens naar Duitsland getransporteerd. Het de dag ervoor onafhankelijk verklaarde Slowakije stond ook onder directe controle van Duitsland.

## Oorlogseconomie

Ontwikkeling van de gecompliceerde bewapeningsorganisatie tegen het einde van 1941

Zelfs toen er, ondanks een agressief beleid voor territoriale expansie, in maart 1939 geen oorlogsverklaring aan het "Groot-Duitse Rijk" werd afgelegd, waren de voorbereidingen ervoor in Duitsland getroffen. Op 29 augustus 1939, drie dagen voor het begin van de Tweede Wereldoorlog of vier dagen na het oorspronkelijke bevel voor de aanval op Polen, begon de rantsoenering met de verspreiding van voedselbonnen. Een hongersnood zoals die in de Eerste Wereldoorlog mocht het gebrek aan enthousiasme van de bevolking voor een nieuwe grote oorlog niet doen omslaan in openlijk protest. De economie zelf veranderde in de eerste helft van de oorlog nauwelijks ten opzichte van de militaire economie van de vooroorlogse jaren. De snelle omverwerping van Polen in het Niet Aanvalsverdrag met de Sovjet-Unie was een voortzetting van de geleidelijke territoriale expansie die in maart 1938 was begonnen met de Anschluss van Oostenrijk. Ondanks de voedselrantsoenering was de economie nog steeds bezig met de productie van consumptiegoederen, zodat de burgerbevolking de gevolgen van de oorlog grotendeels als mild ervoer tot het begin van de geallieerde bombardementen in het voorjaar van 1942. Bovendien brachten soldaten voedsel en andere goederen via uitgebreide transporten in de verloftreinen of stuurden Feldpost pakketten in grote aantallen vanuit de veroverde en bezette gebieden naar het Duitse Rijk. Het werk aan grote extra-militaire projecten zoals Welthauptstadt Germania ging door tot 1943. De organisatie van de economie was verwarrend geworden doordat talrijke kantoren van de Reichsregerung, de NSDAP en de Wehrmacht, ‘handelden volgens directe bevelen', bijvoorbeeld door Führererlass (Führer-decreet), die de gecoördineerde planning verving. De autoriteit voor vierjarenplannen bleef na het einde van de vier jaar in 1940 tot het einde van de oorlog bestaan, maar verloor haar belang naarmate de oorlog vorderde.
Aan het begin van de oorlog waren er in Duitsland een aantal verschillende autoriteiten die met elkaar streden op het gebied van bewapening en wapenindustrie. Hitlers beleid om speciale staven op te zetten voor speciale taken, die werden geleid door hooggeplaatste personen, betekende dat er geen centrale autoriteit was die kon ingrijpen om te reguleren.
Voor de bewapening zorgden Hermann Göring als hoofd van de autoriteit voor vierjarenplannen, generaal Georg Thomas als hoofd van het Oberkommando der Wehrmacht en Fritz Todt als Reichsminister für Bewaffnung und Munition. Daarnaast waren er de generale staven van de troepen en natuurlijk de speciale invloed van Göring op de Luftwaffe.
Thomas zei over dit parallellisme:

"Ich spreche heute ganz offen aus, was ich schon seit Jahren vertreten habe: Unsere wehrwirtschaftliche Außenorganisation mit den zahlreichen Stellen, die heute in Wehrwirtschaft machen, war im Frieden schon eine Missgeburt, für den Krieg ist sie unmöglich."("Vandaag spreek ik heel openlijk uit wat ik jarenlang heb vertegenwoordigd: onze militaire externe organisatie met de vele functies die tegenwoordig bij het militaire management betrokken zijn, was een gril in vredestijd, voor het voeren van oorlog is ze onmogelijk.")
— General Georg Thomas, 29 november 1939

### Dwangarbeid

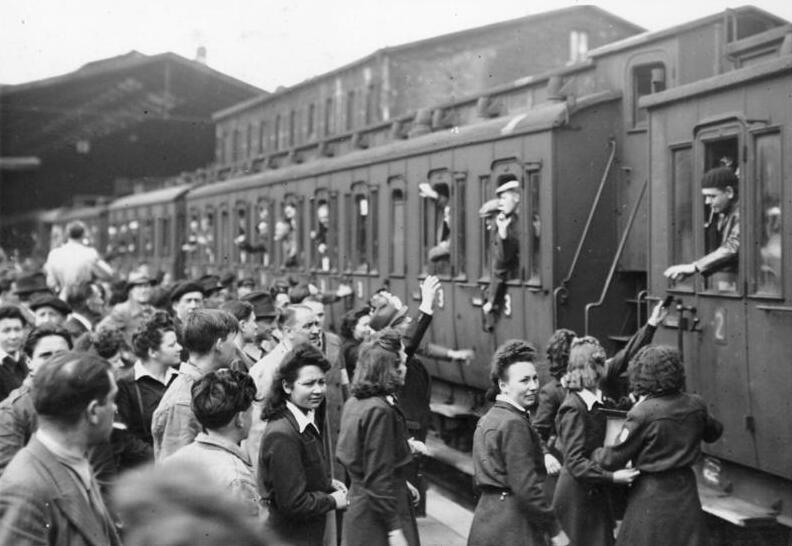
Oorlogsarbeiders vertrekken naar Duitsland, Parijs 1943, propaganda-foto.

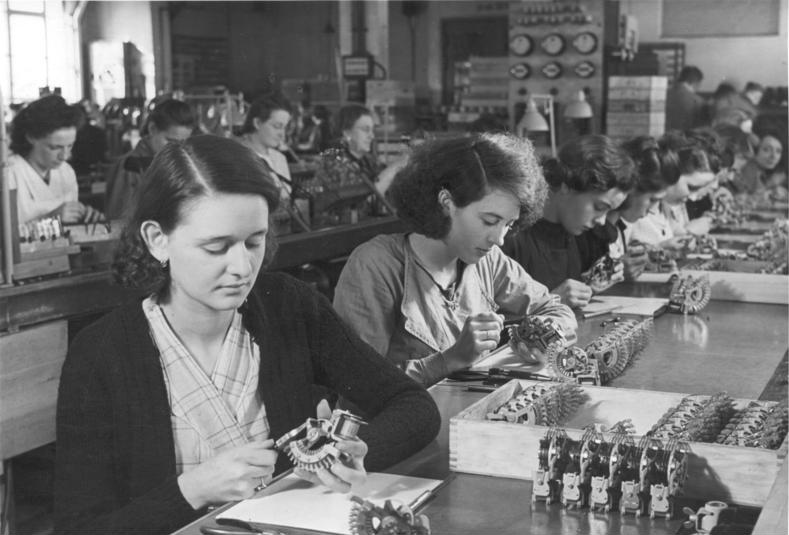
Franse arbeiders bij Siemens (1943)

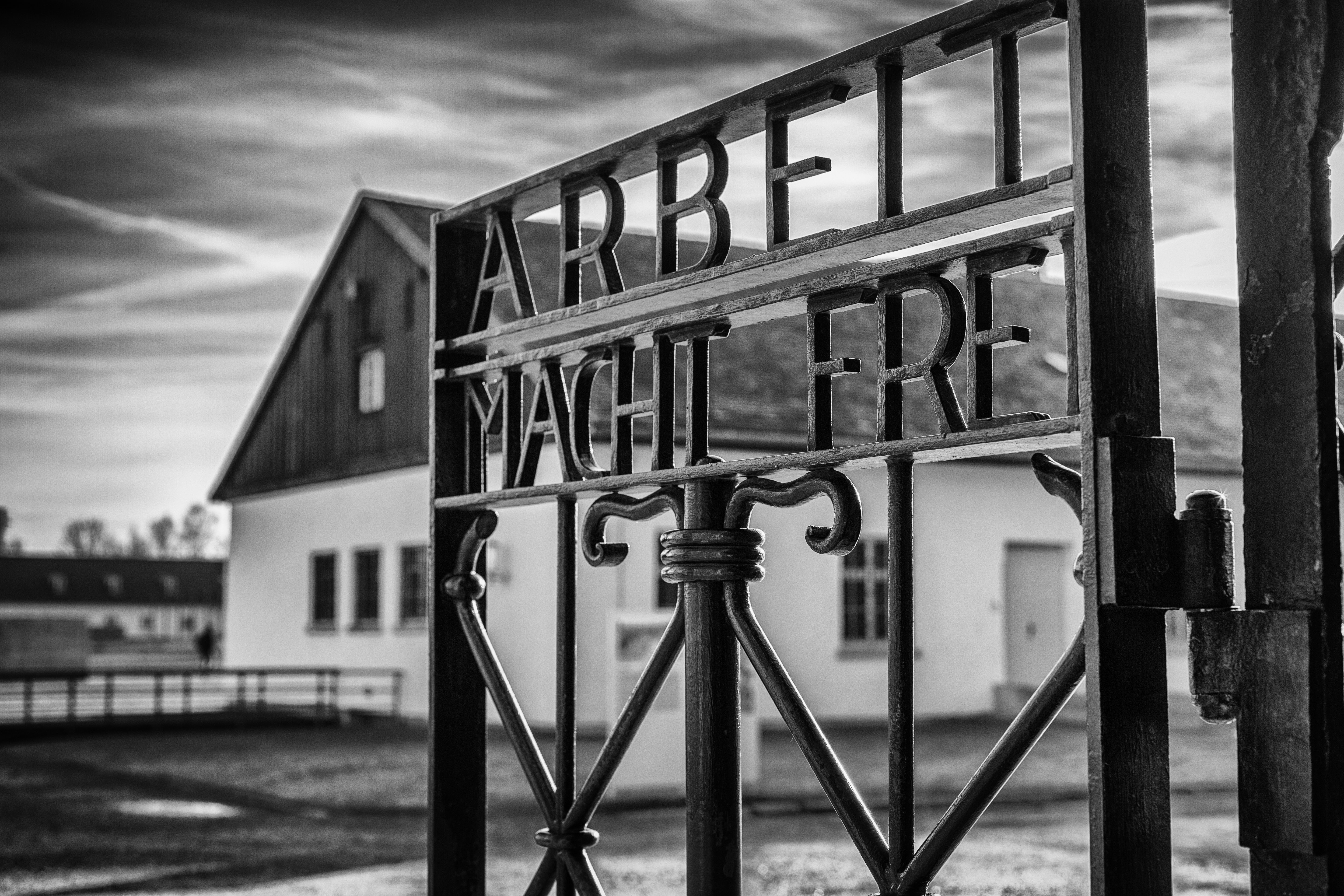
"Arbeit macht frei" in een hek van concentratiekamp Dachau.

Naast de gevangenen van de vooroorlogse concentratiekampen (meestal politieke gevangenen, zogenaamde asocialen en Joden), kwamen er in 1939 nog 300.000 van de 420.000 Poolse krijgsgevangenen in de Arbeitseinsatz. Ofwel in bezet Polen of in het "Altreich" werden ze onder zware omstandigheden gebruikt voor dwangarbeid, aanvankelijk voornamelijk in de landbouw. De Poolse burgerbevolking werd aanvankelijk op vrijwillige basis gerekruteerd. Op 24 april 1940 deed de Generaal-gouverneur van het bezette Poolse grondgebied, Hans Frank, een ‘oproep' om indien nodig verplichte ‘rekruteringsmaatregelen' te nemen. In totaal werkten er meer dan 2,8 miljoen Poolse dwangarbeiders in het Duitse Rijk. Na de Operatie Barbarossa werd op 19 december 1941 algemeen werk op locatie geïntroduceerd. Miljoenen arbeiders, voornamelijk dwangarbeiders, van het grondgebied van de Sovjet-Unie (de zogenaamde ‘Ostarbeiter') en Polen werden naar Duitsland gedeporteerd om het door de oorlog veroorzaakte tekort aan arbeidskrachten te verlichten. In Frankrijk werd in 1943 de Duitse dienstplicht, Service du travail obligatoire (STO), ingevoerd, de Italiaanse (geprivilegieerde) krijsgevangenen en contingenten uit de bezette landen werden toegevoegd. Om aan de grote vraag naar arbeidskrachten voor de bouw van de Atlantikwall te kunnen voldoen, werd op 8 september 1942 het bevel uitgevaardigd om, in strijd met het internationaal recht, de bevolking van de bezette gebieden te gebruiken.
De "waarde" en dus het inzetgebied van de dwangarbeiders werd bepaald door raciale criteria, waarbij krijgsgevangenen van het Rode Leger en de joodse concentratiekampgevangenen onderaan stonden. Het feit dat dwangarbeiders omkwamen als gevolg van onvoldoende voeding, gebrekkige kleding en gebrek aan medische zorg maakte deel uit van de uitvoering van het nationaalsocialistische rassenbeleid en werd met instemming aanvaard. De cynische slogan "Arbeit macht frei" (Werk maakt je vrij) werd bij de ingang van veel concentratiekampen geplaatst. Tegen het einde van de oorlog werkten er meer dan negen miljoen dwangarbeiders, waaronder 7,6 miljoen burgers, in het Duitse Rijk, wat overeenkomt met een kwart van de totale deelname in het arbeidsproces.

### Overbelasting en uitputting van middelen in de oorlog

#### Situatie na de aanval op Polen
Hoewel de Poolse Veldtocht slechts 36 dagen duurde, was dit niet zonder gevolgen voor de operationele capaciteit van de Wehrmacht. De landmacht had ongeveer 30% van zijn voertuigen verloren; de Luftwaffe had minder verliezen, de Kriegsmarine bevond zich nog midden in de ontwikkelingsfase en stond, nadat Groot-Brittannië de oorlog had verklaard, tegenover de duidelijk superieure Royal Navy. Een "Sitzkrieg" aan de grens met Frankrijk, die gekenmerkt werd door weinig activiteit, gaf de Wehrmacht zes maanden die gebruikt konden worden voor verdere training van de troepen. De algemene stemming van de overwinning werd getemperd door de onzekerheid over het verdere verloop van de oorlog tegen Frankrijk en Engeland: beide landen bewapenden zich nu tegen Duitsland. Het gebrek aan grondstoffen werd verergerd door het gebrek aan Franse import van ijzererts, en doordat de in Polen veroverde voorraden dit verlies niet konden compenseren. Een bedreiging voor de Zweedse ertsimport door activiteiten van de Royal Navy in de Noordzee en Oostzee zou een onmiddellijk einde hebben gemaakt aan de Duitse bewapening. Een onderneming om de Noordzeekusten veilig te stellen met de winst van Noorse natuurlijke hulpbronnen lag voor de hand: de Operatie Weserübung, de verovering van Denemarken en Noorwegen. Maar dit grootse gebruik van oppervlakte-oorlogsschepen van de Kriegsmarine in de Tweede Wereldoorlog ging gepaard met ernstige verliezen voor de opbouw van de vloot die buitengewoon grondstofintensief en arbeidsintensief was.

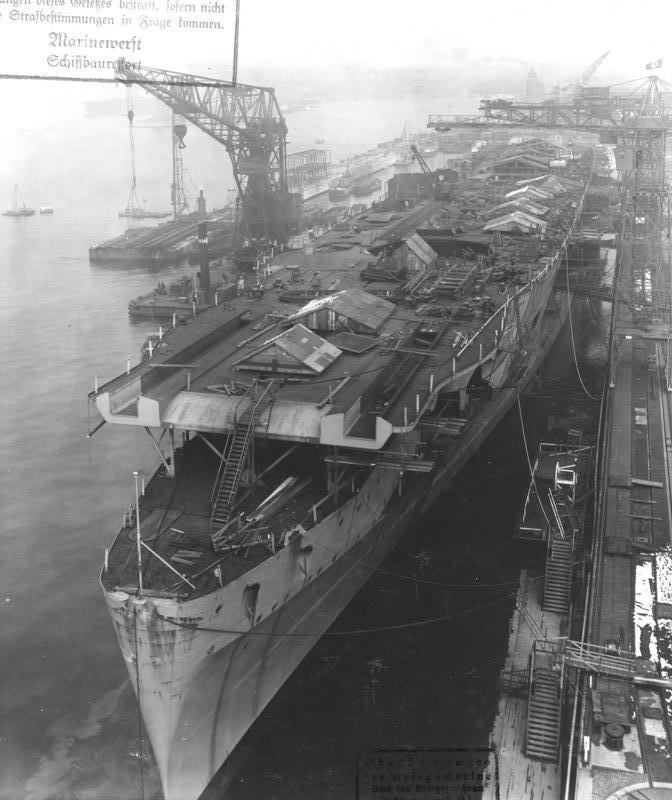
Het nooit voltooide vliegdekschip ‘Graf Zeppelin’ op 22 maart 1939 op de werf in Kiel.

De bouw van het vliegdekschip Graf Zeppelin werd stopgezet omdat de scheepswerfcapaciteit nodig was om de bestaande vloot in stand te houden. Nog altijd waren niet alle economische krachten geconcentreerd op bewapening.

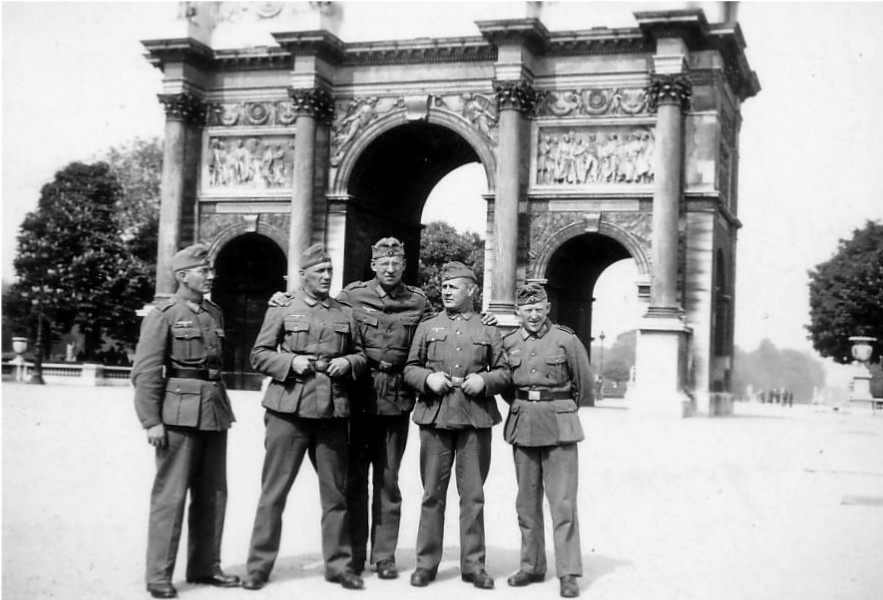
Duitse soldaten voor de Arc de Triomphe in Parijs (1940)

De algemene vertegenwoordiger voor de bouw, Fritz Todt, werd op 17 maart 1940 benoemd tot Reichsminister voor bewapening en munitie en had praktisch de controle over de Duitse oorlogseconomie. Hij probeerde de ervaringen van de Organization Todt, die hij oprichtte, en de bouw van de Reichsautobahn toe te passen op de organisatie van de gehele bewapening. Onder zijn voorzitterschap riep hij vijf hoofdcomités bijeen – elk verantwoordelijk voor respectievelijk munitie, wapens en uitrusting, gepantserde voertuigen en tractoren, algemene uitrusting en machines van de Wehrmacht. De comités zouden op korte termijn grondstoffen moeten leveren voor bepaalde bewapening en de taakverdeling bij de productie ervan rationaliseren. Deze maatregelen leidden vanaf 1940 onder meer tot het incidenteel stilleggen van niet-oorlogsoperaties en vanaf 1943 werden dergelijke operaties op grote schaal beëindigd. De Westfeldzug, die begon op 10 mei 1940 – nog voor de afsluiting van de Operatie Weserübung – dicteerde het handelen. Ansichtkaarten van Duitse soldaten die poseerden voor toeristische motieven uit het veroverde Frankrijk gaven een beeld van lichtheid naar ‘thuis'; evenzo de Deutsche Wochenschau, een in bioscopen vertoond weekjournaal.
De tot Wehrwirtschaftsführer benoemde grote industriëlen van I.G. Farben, Krupp en Thyssen hebben zich met succes verdedigd tegen een centralisatie van de industrie die hen ertoe zou hebben gedwongen hun winstbejag als ondernemer op te geven. De hoop van de bevolking op een op handen zijnde verbetering van de situatie werd gevoed door de nazipropaganda en het ontbreken van knelpunten in de aanvoer. Spaarprogramma's om een particuliere Volkswagen te kopen werden tot het einde van de oorlog door het Duitse Arbeidsfront en hun bureau Kraft durch Freude (KdF) uitgevoerd, maar de betaalde bedragen werden weggeleid naar bewapening. Slechts enkele spaarders konden hun spaarboekje, dat vol zat met penningen, inruilen voor een VW Kever.

#### De situatie na de capitulatie van Frankrijk
De capitulatie van Frankrijk in juni 1940 leidde tot een korte versoepeling van de grondstoffencrisis. Ongeveer 1,9 miljoen krijgsgevangenen en enkele honderdduizenden gedeporteerde joden uit de bezette gebieden werden grotendeels gebruikt voor dwangarbeid in Frankrijk, de Benelux-landen en het Groot-Duitse Rijk. De Franse vliegtuig- en auto-industrie legde zich ook toe op Duitse bewapening (bijvoorbeeld Renault). Maar na de verliezen van de marine werden ook de luchtmacht en het landleger drastisch getroffen door slijtage. De grote omvang van de bezette gebieden leidde tot een afname van de mankracht die, volgens het Haagse Landoorlogreglement van 1899, de orde moest handhaven. De hoge mankrachtvereisten van de Wehrmacht leidden tot een terugtrekking van 1,5 miljoen arbeiders uit de handel en het bedrijfsleven. Steeds meer vrouwen werden teruggeroepen voor industrieel werk nadat ze van het werk waren ontslagen door middel van huwelijksleningen in de vooroorlogse periode.

Battle of Britain, grenzen, bases en RADAR-dekking.

#### De Slag om Engeland
In de Slag om Engeland ondervond de Luftwaffe de gevolgen van grove tekortkomingen in de planning van de vooroorlogse bewapening. Tot dan toe werden de meer algemene taken zoals grondondersteuning en het bereiken van luchtsoevereiniteit tegen inferieure strijdkrachten goed vervuld. Maar met een strijd tegen de Royal Air Force, in die tijd gericht op de landsverdediging boven Engels grondgebied was door de wapenindustrie geen rekening gehouden. Net als de marine tijdens de Operatie Weserübung ervoer de "modelluchtmacht" de conceptuele militaire nederlagen van Hermann Göring. Op het gebied van de productie van gevechtsvliegtuigen bereikte de Duitse bewapeningsindustrie 200 vliegtuigen per maand, slechts de helft van de Engelse bewapening die al volledig was ingesteld op een oorlogseconomie. De Luftzeugmeister Ernst Udet, die verantwoordelijk was voor de technische ontwikkeling van de Luftwaffe, protesteerde vóór zijn zelfmoord dat hij nooit via de politiek was voorbereid op een oorlog tegen Engeland. In januari 1939 legde Hitler zelf aan een groep onderzeebootkapiteins uit dat Engeland werd uitgeschakeld als tegenstander in de oorlog. Het bleef aan de bewapeningsindustrie om zich op korte termijn door middel van improvisatie aan te passen aan de behoeften van de campagne die momenteel gaande is.

#### Motieven voor het aanvallen van de Sovjet-Unie

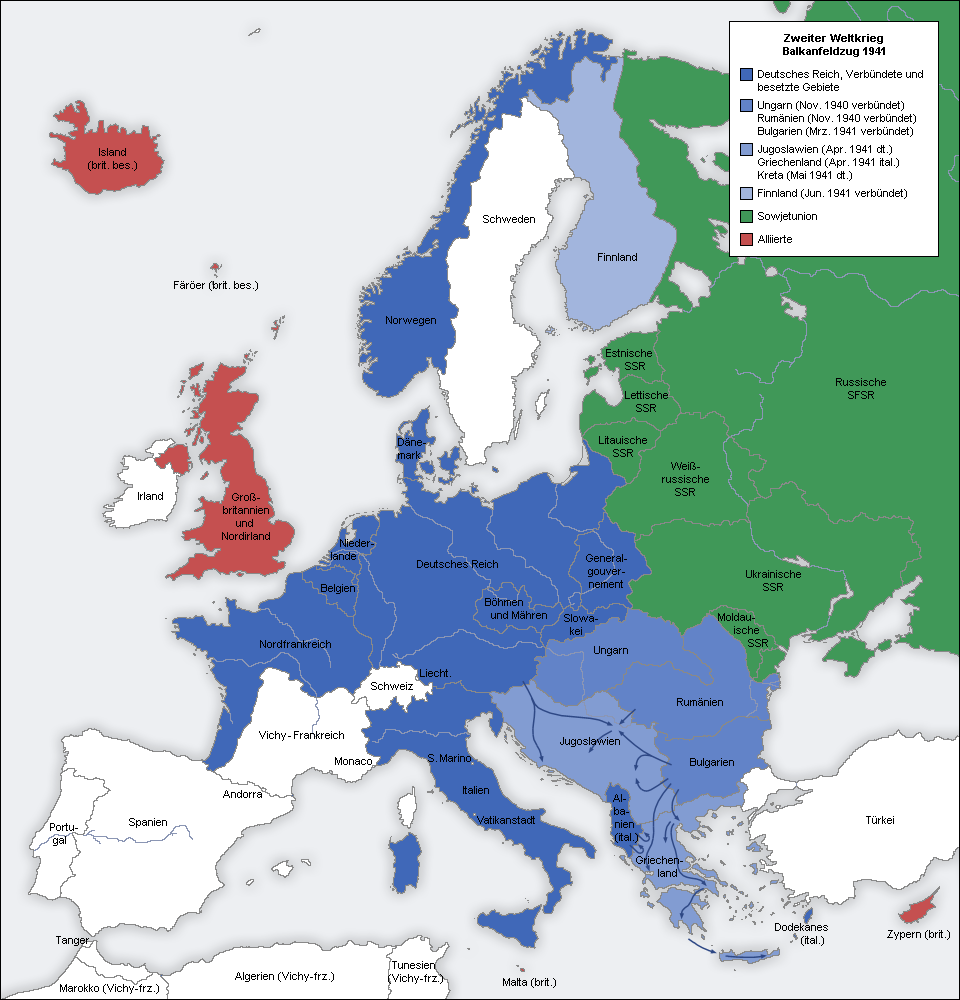
Bezette gebieden na de Balkanveldtocht (1940-1941)

Zonder de invoer van grondstoffen uit de Sovjet Unie (USSR) was een voortzetting van de oorlog niet langer mogelijk. Hitlers beslissing om de USSR aan te vallen (Operatie Barbarossa) viel in de zomer van 1940 en zou in mei 1941 worden uitgevoerd. Door de onvoorziene Balkanveldtocht werd de datum van de aanval uitgesteld tot 22 juni 1941. Het doel van de oorlogseconomie was, zoals vermeld in de economische beleidsrichtlijnen van Göring van juni 1941, de zogenaamde Grünen Mappe, "om zoveel mogelijk voedsel en minerale olie voor Duitsland te krijgen". De gehele strijdkrachten zouden moeten worden gevoed met voedsel uit de bezette gebieden en er zou nog eens 8,7 miljoen ton graan per jaar van de bezette gebieden naar het Duitse Rijk moeten worden gebracht. Daarbij calculeerde de planners rond Herbert Backe en generaal Thomas een Hongersnood voor miljoenen mensen in.
Een 'Blitzkrieg' zou de verovering van Rusland in vier maanden mogelijk moeten maken. Maar succesvolle geconcentreerde aanvallen op het zwakste punt van de vijand waren tot dusver meer een product van gunstige kansen dan van militaire planning op lange termijn binnen de economische mogelijkheden. In de winter van 1941 kwam het landleger na de marine en de luchtmacht in de positie van volledige ontmaskering en bleek niet voorbereid op een winteroorlog. Samen met de intrede van de Verenigde Staten in de oorlog in december 1941, dwong de Russische uitputtingsoorlog de Duitse economie van een militaire economie om naar een oorlogseconomie. Het zou echter een heel jaar duren voordat de centralisatie van de industrie door de opvolger van de ongelukkige Todt, Albert Speer, voltooid was. Ondanks een overvloedige aanvoer van grondstoffen in vergelijking met de vooroorlogse jaren, liep de bevoorradingssituatie gevaar doordat er een gebrek was aan transportmiddelen voor de wijdverspreide bronnen van grondstoffen. Sovjet krijgsgevangenen die als "raciaal inferieur" werden beschouwd, werden grotendeels uitgesloten van de voedselvoorziening. Honderdduizenden krijgsgevangenen, gevangenen in concentratiekampen en dwangarbeiders stierven van de honger.

#### Kritieke situatie in de toevoer van olie- en brandstof
Het leveren van olie en brandstof aan de Wehrmacht was de hele oorlog de achilleshiel van Duitsland. Het Reichsministerie van Economische Zaken vatte de berekeningen op 1 oktober 1939 samen. Volgens de berekening was de brandstof voor vliegtuigen en voor de voertuigen van de Wehrmacht voor slechts vier en een halve maand genoeg. Het Wehrwirtschaftsamt berekende in 1941 in een memorandum voor Generalfeldmarschall Wilhelm Keitel, de chef van het opperbevel van de Wehrmacht, dat maandelijks 400.000 ton brandstof ontbrak.
Hitler erkende deze kritieke situatie in de loop van de oorlog steeds meer. In juni 1942 vloog hij naar Finland om op de 75e verjaardag van de Finse president Carl Gustav Emil Mannerheim zijn opwachting te maken. De Finnen vochten ook tegen de Sovjet-Unie en zeiden: "We hebben een grote Duitse productiefaciliteit, maar wat de Luftwaffe alleen al verslindt, wat onze pantserdivisies verslinden, dat is echt iets monsterlijk. Het is een consumptie die alle verwachtingen overtreft." "Zijn land is afhankelijk van import", zei de nazileider. "Zonder tenminste vier tot vijf miljoen ton Roemeense petroleum zouden we de oorlog niet kunnen voeren en hadden we die moeten laten gaan." Zonder een gestage instroom van brandstof en smeerolie zouden Hitlers enorme strijdkrachten in korte tijd zijn ingestort. Bronnen zeggen dat de Wehrmacht gedurende de hele oorlog nooit meer dan 14 dagen in reserve had. Volgens de historicus Rainer Karlsch was ongeveer een kwart van de 11,3 miljoen ton minerale olie die in 1943 voor het Duitse Rijk beschikbaar was, afkomstig van import, het meeste uit Roemenië. Ruim de helft was afkomstig van het vloeibaar maken van steenkool in hydrogenerings- en synthesefabrieken, ten minste 17 procent was afkomstig uit Duitse en Oostenrijkse bronnen.
Deze voortdurend gespannen situatie verklaarde het centrale belang van de Oostenrijkse en Roemeense olievelden, evenals die in Galicië en in het veroverde Oekraïne. Reeds in mei 1940 ondertekende de regering in Boekarest het zogenaamde 'Olie-Wapenpact' met Berlijn, dat de uitwisseling van Duitse wapens tegen Roemeense olie uit de regio rond Ploiești regelde.
De opmars van de Legergroep Zuid naar de olievelden van de Kaukasus in de zomer van 1942 kan ook dienen als bewijs van de uiterst kritieke situatie. Veldmaarschalk Wilhelm Keitel zei in dit verband: "Het is duidelijk dat de operaties van 1942 ons bij de olie moeten brengen. Als dit niet lukt, kunnen we het volgende jaar geen operaties uitvoeren."
Al tijdens de Russische campagne wist de Wehrmacht Russische brandstofdepots te veroveren. Deze depots waren voornamelijk dieselvoorraden, terwijl de Wehrmacht voornamelijk benzine gebruikte. Zelfs tegen het einde van de oorlog, tijdens het Ardennenoffensief in 1944, probeerde de Wehrmacht, grotendeels tevergeefs, geallieerde brandstofdepots te veroveren omdat het gebrek aan brandstof elke voorwaartse beweging verhinderde. In de laatste maanden van de oorlog hadden de Luftwaffe en de Wehrmacht nog vliegtuigen of tanks, maar nauwelijks noemenswaardige brandstofreserves om te opereren. De catastrofale brandstoftoevoer vanaf midden 1944 had drie bepalende oorzaken: Ten eerste kon het Rode Leger in augustus 1944 de olievelden van Ploiesti veroveren. Ten tweede mislukte een noodprogramma, het zogenaamde Mineralölsicherungsplan. Ten derde was het pas op dit moment dat gerichte bombardementen door de westerse geallieerden begonnen op de Duitse minerale olie-industrie.

### Centralisatie en rationalisering van de oorlogseconomie

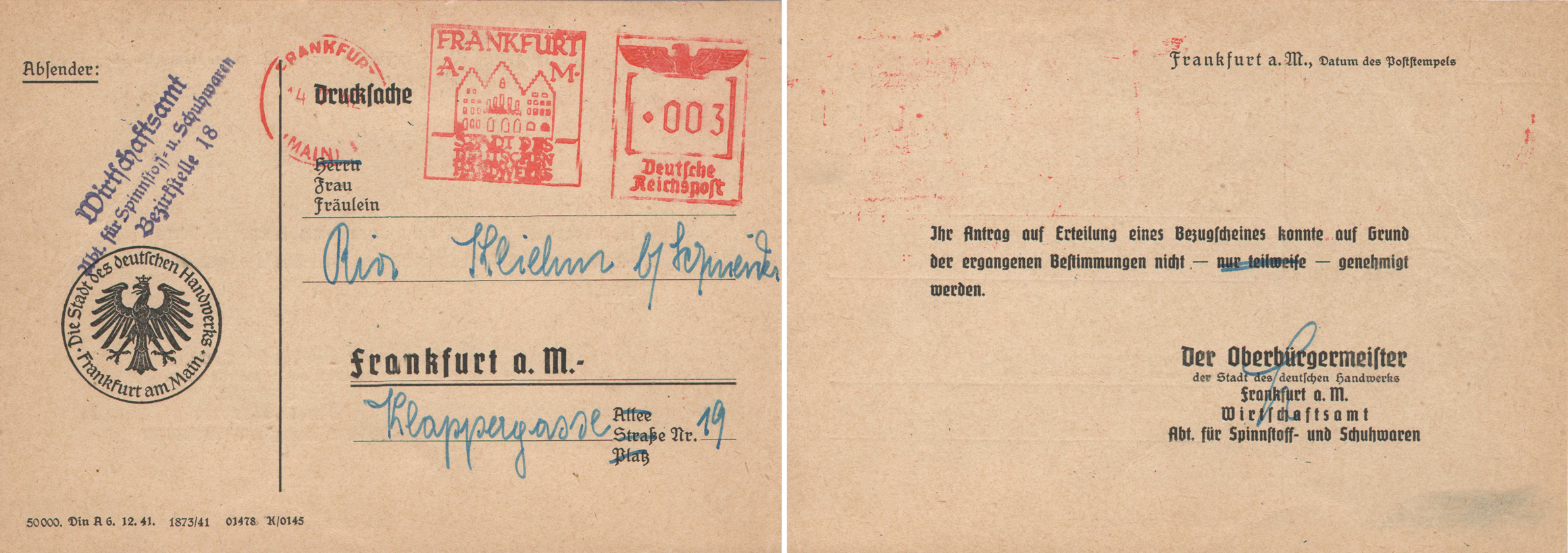
Kleding kon alleen worden gekocht met officiële goedkeuring, postkaart uit Frankfurt am Main, februari 1942

In vergelijking met de VS werden in de jaren dertig in Duitsland rationalisatiemaatregelen slechts matig doorgevoerd. De bewapeningscontracten tussen overheid en bedrijfsleven werden tijdens het vierjarenplan uitgevoerd op basis van kostendekking met vaste winstmarges van drie tot zes procent. Voor de bedrijven was er geen prikkel tot rationalisatie, de productiekosten waren gedaald, en daarmee het ordervolume en de winst. Vanwege de betalingsmethode was het in het zakelijke belang van de industrie om op een moeizame manier te produceren. Overschotten van de toegewezen grondstoffen werden gedeeltelijk opgepot en gebruikt voor de winstgevende productie van consumptiegoederen.
Ook de toenemende controle van de krijgsmacht over de economie bevorderde de rationalisering niet. Hoge militaire functionarissen gaven de voorkeur aan een breed scala aan verschillende complexe wapensystemen, die idealiter met hoogwaardige handarbeid werden vervaardigd. Lijnassemblage en massaproductie werden als inferieur beschouwd en ongeschikt geacht voor wapenproductie. Voor de strijd wilden ze de hoogst mogelijke kwaliteit en complexiteit, ongeacht het kostenaspect, dat door de politiek moest worden opgelost.
Pas in 1941 klaagden verschillende instanties over de onvoldoende productiecapaciteit in verhouding tot de geïnvesteerde middelen. Het door Fritz Todt opgezette comitésysteem moest de productie van bewapening coördineren, inefficiënte dubbele bestellingen combineren en de distributie van grondstoffen optimaliseren.
Al in de zomer van 1940 richtte hij de eerste munitiecommissie op en probeerde hij een geheel nieuwe vorm van bewapeningsorganisatie uit. Dit eerste ‘prototype', naar het voorbeeld waarvan de hele industrie later werd gereorganiseerd, werkte als volgt: er werden een 'hoofdcomité' en een aantal 'speciale comités' gevormd. In het  hoofdcomité werd alle productieplanning geregeld en de nodige coördinatie gedaan. De speciale commissies  kregen elk een bepaald soort munitie toegewezen en verrichtten het nodige voorbereidende werk.
Elk materieel verzoek van de Wehrmacht werd nu, nadat Hitler het goed bevond, ingediend bij het hoofdcomité. Het hoofdcomité verdeelde de bestellingen en de benodigde grondstoffen onder de respectieve bedrijven, bracht dit niet in in het productieproces. Het belangrijkste resultaat van deze nieuwe structuur was dat grote delen van de controle uit het leger werden weggenomen. Voor dit doel zou de industrie nu op projectbasis kunnen worden ingezet, dat wil zeggen veel efficiënter en beter benut. Het comitésysteem werd al in november 1940 uitgebreid naar de tankindustrie en later ook naar de wapenindustrie, aangezien het een zeer effectieve innovatie bleek te zijn.
Todt breidde vervolgens het systeem uit van de pure productie naar de ontwikkeling. Een van de belangrijkste taken van de ontwikkelingscomités was het terugdringen van afval. Tot nu toe was het bijvoorbeeld gebruikelijk dat de marine en het leger zware artillerie hadden (in het ene geval mobiel, in het andere vast gemonteerd op schepen), maar dat hun specificaties zo veel verschilden dat reserveonderdelen noch munitie uitwisselbaar waren. Door dit te standaardiseren, ontstonden verdere rationalisatiereserves (Schaalvoordeel, Leercurve).

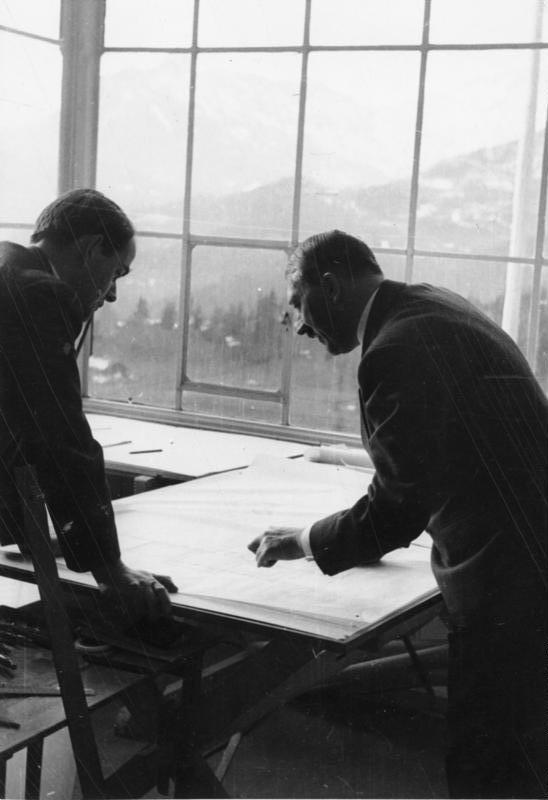
Obersalzberg. Adolf Hitler en Albert Speer buigen zich over plannen in de Berghof, 1938

Speer nam het commissiesysteem over van Fritz Todt en voerde verdere aanpassingen in de industrie door. Hij wees de bedrijven zogeheten ’spaar-ingenieurs' toe om het grondstoffenverbruik te optimaliseren. Als gevolg hiervan verviervoudigde het productieaantal van vliegtuigen tussen 1941 en 1944, het verbruik van aluminium steeg met slechts vijf procent.
Een nachtelijke inspectie van 20 grote bedrijven in Berlijn in het voorjaar van 1942 wees uit dat in alle onderzochte bedrijven slechts één enkele ploeg werkte. Tegelijkertijd werden echter 1,8 miljoen arbeiders in dienst genomen om de productiefaciliteiten uit te breiden, met een orderwaarde van 11 miljard rijksmark. Speer beval de sluiting van nieuwe productiefaciliteiten met een orderwaarde van 3 miljard rijksmark, en zag alleen af van verdere sluiting als reactie op Hitlers protest. De bedrijven moesten in ploegendienst werken; op deze manier werden de bestaande productiefaciliteiten beter benut.
Al in oktober 1941 had Göring een decreet ondertekend dat contracten voor de afwikkeling van orders met de wapenindustrie vastlegde tegen een vaste prijs in plaats van de eerdere contracten op basis van kostendekking. Pas in januari 1942 slaagde Todt erin deze praktijk af te dwingen, tegen het verzet van de Wehrmacht in. Afwikkeling door middel van contracten met een vaste prijs was een belangrijk hulpmiddel voor Speer om de industrie naar een hogere productiviteit te brengen. Omdat de productie kosteneffectiever en efficiënter was, kon er meer winst worden gemaakt. Vereenvoudiging van productiemethoden, vereenvoudigde constructies die geschikt zijn voor massaproductie, beperking van het productaanbod, samenvoeging van bedrijven en zorgvuldige exploitatie van grondstoffen waren het resultaat op alle gebieden. Bedrijven die zich niet aan deze ontwikkeling konden aanpassen, werden gesloten en de capaciteiten die vrijkwamen, werden verdeeld over productievere bedrijven. De brandblusapparatuur van de Luftwaffe werd bijvoorbeeld in 1942 door 334 verschillende bedrijven vervaardigd. Begin 1944 was het aantal fabrikanten teruggebracht tot 64 en werden 360.000 manuren per maand bespaard.
Deze strategie werd ook toegepast op de productie van consumptiegoederen. Onderzocht wees uit dat vijf van de 117 textielfabrikanten 90 procent van de productie voor hun rekening namen, de overige 112 bedrijven slechts 10 procent. De 112 minder productieve fabrieken werden gesloten en hun arbeiders werden ingezet voor de wapenindustrie.
De rationalisatiemaatregelen op het gebied van de productie van vliegtuigen en tanks werden het traagst geaccepteerd, aangezien deze gebieden sterk werden gedomineerd door het leger. Het personeel van het verantwoordelijke bureau voor militaire economie en bewapening van het Oberkommando der Wehrmacht (OKW) bestond uit meer dan duizend werknemers die vaak tegen elkaar ingingen om een betere toewijzing van grondstoffen te krijgen. Bij gebrek aan centrale aansturing werden van 1941 tot 1943 zelfs diverse eindmontagefabrieken gedecentraliseerd. Pas in 1944 konden deze bedrijfstakken door centralisatie en rationalisatie grotendeels worden omgezet in massaproductie. Onder druk van de door Speer in 1943 opgerichte Bewapeningscommissie kondigde de Wehrmacht in januari 1944 een verregaande reductie van het productassortiment van de benodigde wapens aan. Een vermindering van tanks en pantservoertuigen van 18 naar 7, van artillerie van 26 naar 8, van gevechtsvliegtuigen van 42 naar 20, en later naar slechts vijf verschillende typen werd goedgekeurd.

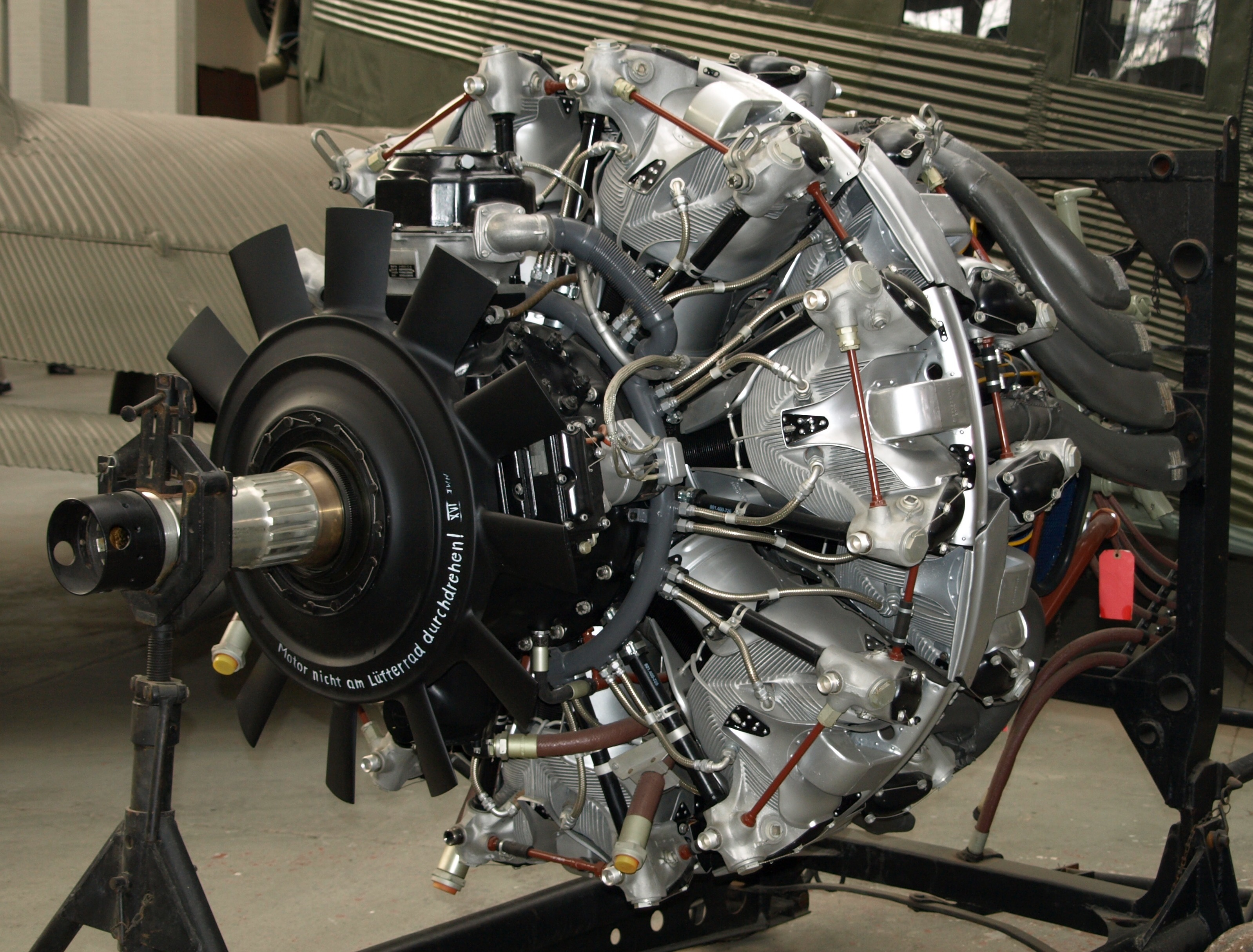
BMW 801D stermotor waarvan er in de jaren 1940-1945 28.000 werden geproduceerd.

Het voorbeeld van de productiestatistieken van de vliegtuigmotor BMW 801, die werd gebruikt in onderscheppingsjagers van het type Fw 190 voor de verdediging van het Reich, toonde het effect van de rationalisatiemaatregelen:
|                                  | 1940  | 1941          | 1942  | 1943          | 1944          |
| -------------------------------- | ----- | ------------- | ----- | ------------- | ------------- |
| Geleverde motoren                | 2.044 | 1.842         | 3.942 | 5.540         | 7.395         |
| Manuren per motor                | 2.400 | 2.500         | 2.050 | 1.700         | 1.250         |
| Grondstoffen in kilogram         | 5.145 | geen gegevens | 3.651 | geen gegevens | 2.790         |
| Loonkosten per motor (rijksmark) | 3.387 | 3.474         | 2.640 | 2.169         | geen gegevens |

De officemanager van Albert Speer, Karl Saur, verklaarde dat de geallieerde luchtaanvallen de productiviteit van Duitse bewapening in 1944 met minstens 30 procent verminderden. Hermann Göring getuigde bij verschillende verhoren na de oorlog dat hij de geallieerde luchtaanvallen zag als de belangrijkste oorzaak van de nederlaag van het Derde Rijk.

### Rol van de SS in de oorlogseconomie
Al vóór het begin van de oorlog was de SS begonnen met het opkopen van kleinere commerciële ondernemingen, van voornamelijk joodse zakenlieden (arisering) en met het zelf opzetten van bedrijven. Deze waren aanvankelijk ondergeschikt aan het hoofdkantoor van de SS. Het "SS-Wirtschafts-Verwaltungshauptamt" (SS-WVHA) werd in maart 1942 opgericht door SS-Obergruppenführer Oswald Pohl.
Met de oorlog in het oosten kwamen bijna alle intacte bedrijven in de bezette gebieden in handen van Pohl, en met de uitbreiding van de concentratiekampen tot enorme industriële bedrijven was zijn invloed vrijwel onmeetbaar. Alleen al in het Duitse Rijk behoorden 500 bedrijven tot het Hoofd Economisch en Administratief Bureau. Zijn invloed strekte zich uit van de landbouw en de bouw tot de voertuigbouw en de drankensector. De Holding Deutsche Wirtschaftsbetriebe GmbH werd opgericht met als doel een groot deel van de activiteiten op een economisch efficiënte manier te beheren. Bekende bedrijven waren onder meer Porzellanmanufaktur Allach en Deutsche Erd- und Steinwerke. Vanaf het midden van de oorlog ontwikkelde de SS-WVHA zich met de Duitse handelsondernemingen middels dwangarbeid tot een staat binnen een staat.

### Wapenwedloop in de totale oorlog
Met betrekking tot de oorlogseconomie werd het begin van 1942 gekenmerkt door de benoeming van Albert Speer als Reichsminister voor Bewapening en Munitie en de benoeming van Fritz Sauckel tot Gevolmachtigde voor Arbeidseinsatz (GBA). De samenwerking tussen het organisatiegenie Speer en de voormalige Gauleiter, loyaal en wetsgetrouw vanuit een bescheiden achtergrond, was bepalend voor het lot van meer dan vijf miljoen dwangarbeiders. Albert Speer was eindelijk in staat om zijn invloed als Reichsminister voor Bewapening en Oorlogsproductie uit te breiden dankzij zijn persoonlijke relatie als een gevierd architect van Hitler en de toegenomen wapenproductie onder zijn leiding. In februari 1944 nam hij ook de bewapening van de Luftwaffe over, die tot dan onder leiding van Erhard Milch stond.

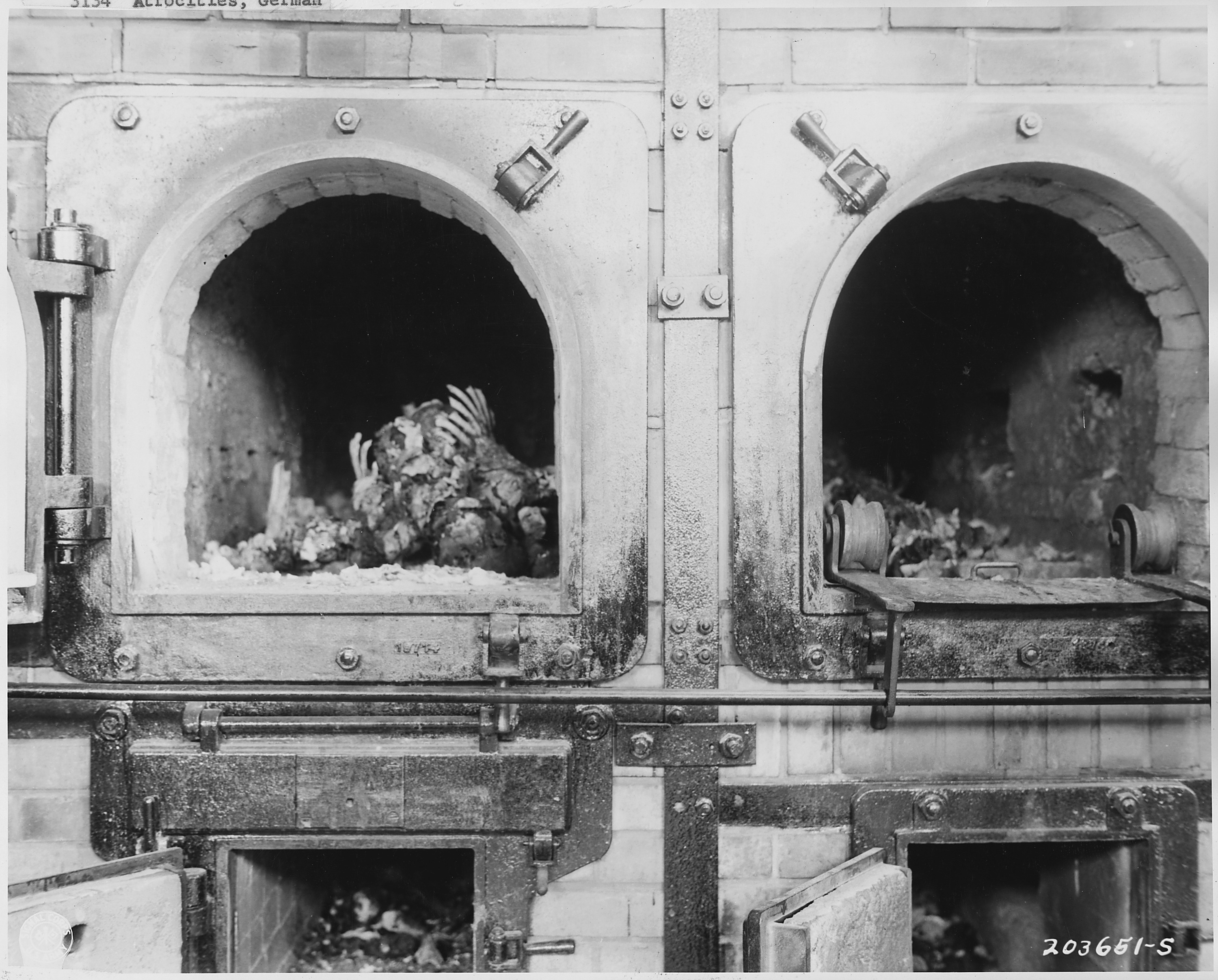
Verbrandingsoven in het concentratiekamp Buchenwald

De Royal Air Force was begonnen met de vernietiging van Duitse steden, de woede onder de bevolking werd merkbaar, er werden voorzichtig grappen gemaakt. Ouderen en vrouwen waren verplicht om te dienen aan het "thuisfront", dat wil zeggen voor de organisatie en exploitatie van schuilkelders, militaire ziekenhuizen, evacuatie-eenheden en luchtmachthulpdiensten. Mannelijke jongeren kwamen rechtstreeks van de Hitlerjugend naar de frontlinie. De propaganda trok zich terug in slogans en in termen als "volhouden" en "Totale oorlog", sinds de Conferentie van Casablanca de enige optie voor het buitenlands beleid.
Maar ook de raciale politiek leidde ook tot een industriële ontwikkeling. Niet later dan in de Wannseeconferentie in januari 1942 was er op het hoogste niveau besloten over de Endlösung der Judenfrage (Eindoplossing voor de Joodse kwestie). De industriële uitroeiing van meer dan zes miljoen Joden was begonnen. Persoonlijke eigendommen, waaronder tandvullingen gemaakt van goud, werden verzameld en de opbrengst werd overgemaakt naar een speciale rekening genaamd 'Max Heiliger'. De slachtoffers van de Holocaust werden een productiefactor. De hoofden van concentratiekampen wedijverden tot het einde van de oorlog met de industriële toename van de ‘uitroeiingsprestaties'. De metaalindustrie werd belast met de productie van enorme crematoria, waarvan het doel geen twijfel overliet. De totale oorlog betekende extreme wreedheid door economische uitbuiting van mensenlevens, inclusief de vernietiging ervan.

### United States Strategic Bombing Survey

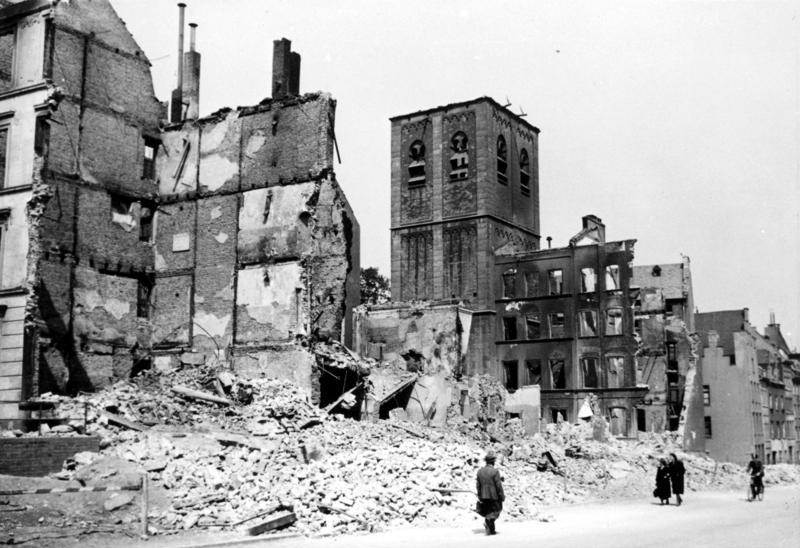
Centrum van Keulen na een geallieerde luchtaanval in 1942

De in opdracht van de Amerikaanse President Roosevelt opgerichte United States Strategic Bombing Survey onderzocht in 1944 het vermogen van Duitsland om de bewapening uit te breiden, het zogenaamde "Rüstungswunder".
De organisatie had ongeveer 700 militairen en 500 burgers in dienst die gegevens en documenten over de Duitse oorlogseconomie verzamelden en na 1945 meer dan duizend personen uit de Duitse economie ondervroegen. Het grootste belang lag in de effectiviteit van de geallieerde strategische luchtoorlog tegen Duitsland, dat tegelijkertijd zijn productiesnelheid kon verhogen tot 1944. In 1946 werden de volgende conclusies getrokken en gepubliceerd:
- De politieke leiding van Duitsland verwachtte pas een langere oorlog na het mislukte offensief tegen de Sovjet Unie in de winter van 1941/42.
- De economische middelen van Duitsland werden niet volledig benut vanwege een mislukking van het management: tot 1943 was de gemiddelde Duitse werkweek korter dan die van de Britten, en werd er voor het grootste deel met slechts één ploeg gewerkt. Vrouwen waren slechts in geringe mate bij de productie betrokken, nog minder dan in de Eerste Wereldoorlog.
- De Duitse burgerbevolking toonde een onverwachte veerkracht tegen de luchtoorlog.
- De aanvallen op de economische basisfaciliteiten waren ernstiger voor het Duitse Rijk dan de aanvallen op de eindassemblagefabrieken, die op korte termijn konden worden verplaatst.
- De vernietiging van het transportsysteem (Reichsbahn) bracht de Duitse economie uiteindelijk tot stilstand.

### Toenemende productiviteit
De persoonlijke nabijheid van Adolf Hitler gaf Albert Speer het gezag, als burger, om de oorlogseconomie naar een totale oorlog te leiden. Hij was verantwoordelijk voor alles: Van het plannen van de locaties van concentratiekampen tot het centraliseren van de vliegtuigproductie. In de behoefte aan arbeidskrachten werd voornamelijk voorzien door Fritz Sauckel, die in verschillende fasen dwangarbeiders uit alle bezette gebieden in dienst nam. De wekelijkse arbeidstijd werd verhoogd tot 70 uur, vrouwen tot 50 jaar moesten zich vanaf 1944 inschrijven en werkklaar houden. In 1945 bestonden de arbeiders in de industrie voor 41 procent uit Duitse vrouwen, 38 procent Duitse mannen en 22 procent 'buitenlandse arbeiders' van beide geslachten.
Ondanks intensieve luchtaanvallen was de toename van de productiviteit opmerkelijk; er kunnen drie belangrijke fasen van de productiestijging worden geïdentificeerd: Het eindpunt van de eerste stijging is te vinden in juli 1942, toen de productiecijfers met meer dan 50% waren gestegen in vergelijking met die tot februari 1942. Ze bleven op dit niveau tot december 1942 en stegen daarna tot mei 1943 met nog eens 50%. De laatste toename vond plaats van december tot juli 1944, dit keer met ongeveer 45%. In de tanksector was er een stijging van 660 procent tussen 1941 en 1944 met de hulp van Ferdinand Porsche.
De prestaties waren echter vaak geconcentreerd op individuele productiegebieden zoals gevechtsvliegtuigen en tanks, zodat het gebrek aan structuur grotendeels verhinderde dat de geproduceerde wapens werden ingezet. Na de oorlog verklaarde Hermann Göring dat de squadrons van de Luftwaffe geen reserveonderdelen kregen om hun machines te repareren, maar dat talloze nieuwe machines tevergeefs wachtten om opgehaald te worden op hun verre productielocaties. Deze situatie deed zich voor bij alle soorten van wapens.
Na de bombardementen op raffinaderijen en hydrogeneringsinstallaties (inclusief de Leunawerke) in mei 1944 en het daaropvolgende verlies van 90% van de Duitse benzineproductie, was de oorlog volgens Albert Speer voor het Duitse Rijk ook "productietechnisch verloren".

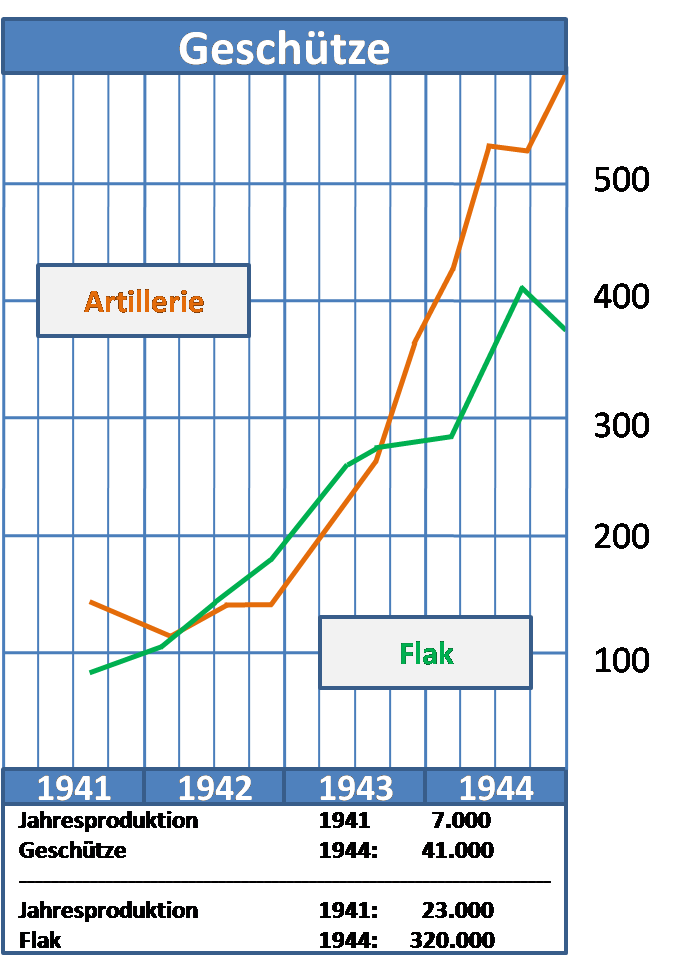
Productie van geschut in Duitsland 1941-1944
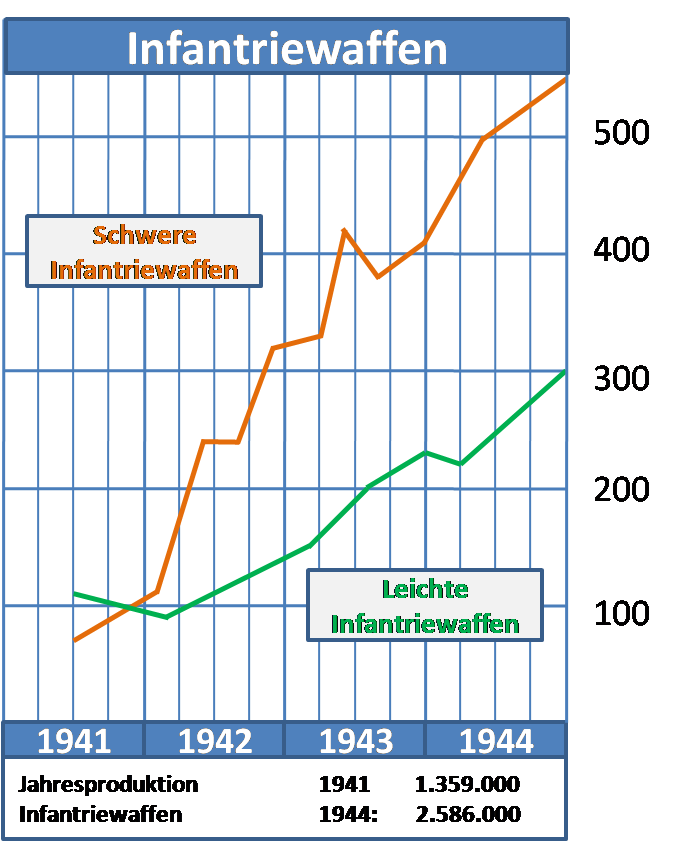
Productie van infanteriebewapening in Duitsland 1941–1944
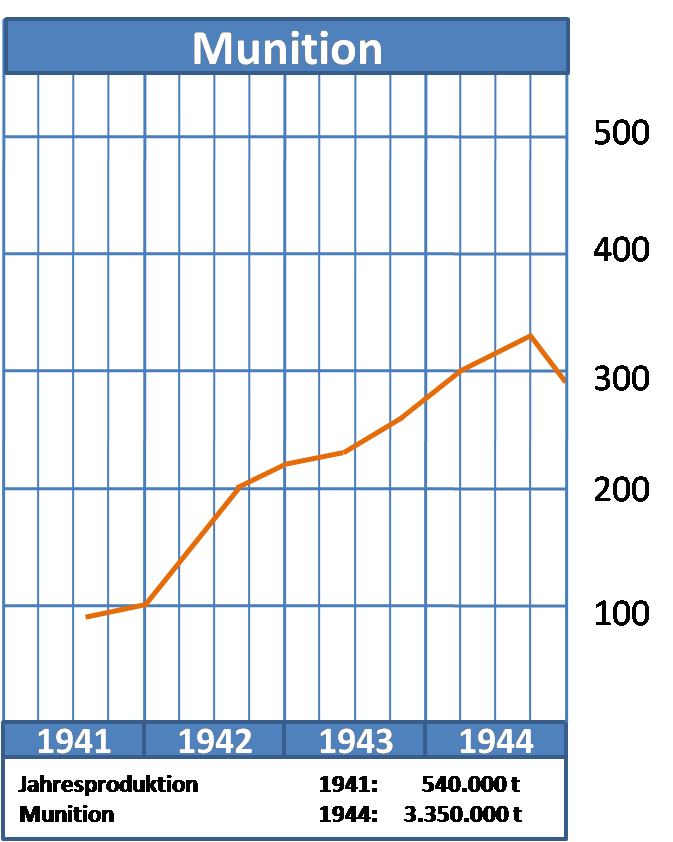
Productie van munitie in Duitsland 1941–1944
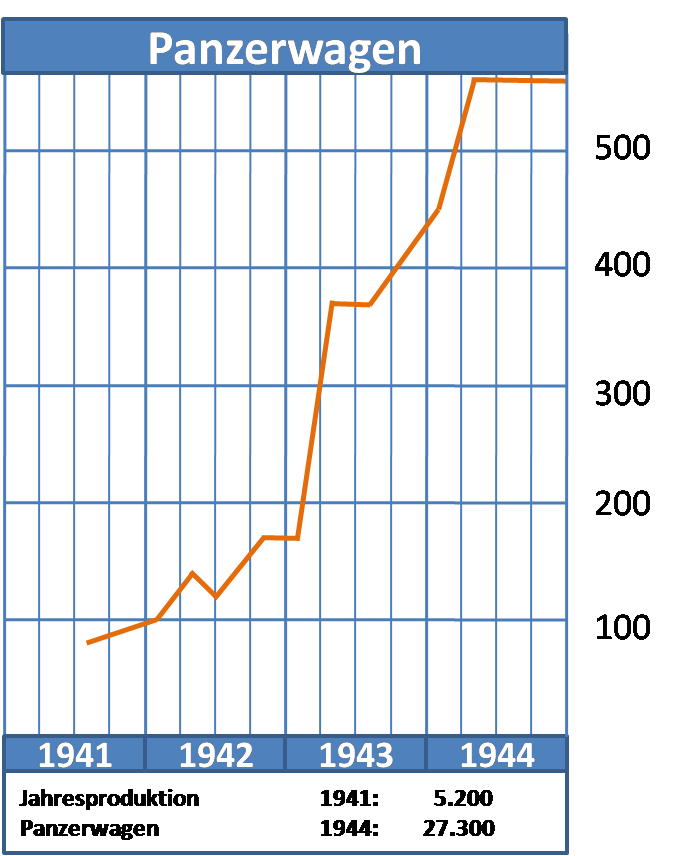
Productie van pantservoertuigen in Duitsland 1941–1944
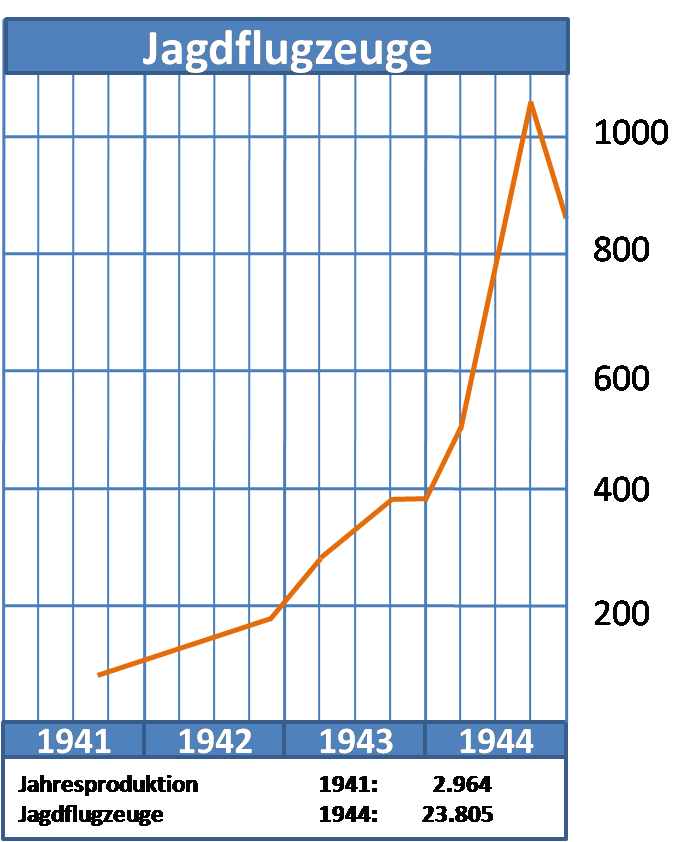
Productie van jachtvliegtuigen in Duitsland 1941–1944

### Planning voor de naoorlogse periode
De historicus Bernhard Löffler beschrijft dat de 'Reichsgruppe Industrie' in 1943 de economische en politieke planning aan Ludwig Erhard toevertrouwde voor de tijd na de voorzienbare verloren oorlog. Deze was 'afgestemd op een markteconomie-concept' en 'in tegenstelling tot het nazisysteem'. Door dit werk van Erhard werd hij een centrale figuur in een netwerk van industrie en economen.
De industrie en overheidsinstanties, in het bijzonder het Reichsministerie van Economische Zaken en het planbureau van het Ministerie van Bewapening onder leiding van Hans Kehrl, planden de overgang van 'oorlogs- en controle-economie' naar 'vrede en markteconomie' voor na het einde van de oorlog.
Er was ook een verbindingslijn van Erhard naar het Reichsministerie van Economische Zaken, waarin vooral Otto Ohlendorf zijn "beschermende hand hield over de naoorlogse markteconomieplanning" en "verrassend genoeg openstond voor het herontwerp van een meer liberale, bedrijfsvriendelijke marktorde ondanks alle diepgaande ideologische verschillen". "In vredestijd moet het bureaucratische bestuursapparaat worden vervangen door actief en gedurfd ondernemerschap", aldus Ohlendorf. Ohlendorf zelf werd beschermd door Himmler, die naar zijn mening het 'totalitairebolsjewistisch economisch management van Albert Speer verwierp.
Op 26 juni 1944 hield Hitler zelf een toespraak, opgesteld door Albert Speer op de Obersalzberg met de verklaring: "Wenn dieser Krieg mit unserem Sieg entschieden ist, dann wird die private Initiative der deutschen Wirtschaft ihre größte Epoche erleben!" en "... Weiterentwicklung der Menschheit durch die Förderung der privaten Inititative ... in der ich allein die Voraussetzung sehe für jede wirkliche Höherentwicklung." ("Als deze oorlog wordt beslist met onze overwinning, dan zal het privé-initiatief van de Duitse economie zijn grootste tijdperk beleven!" en "... Verdere ontwikkeling van de mensheid door de promotie van het privé-initiatief ... waarin ik de voorwaarde zie voor elke echte vooruitgang.")

### Ineenstorting van de economie vanaf 1944

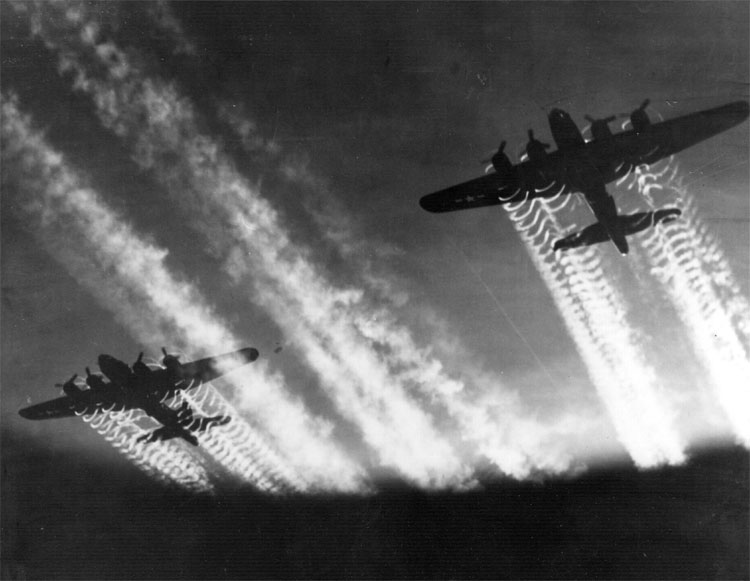
Pas eind 1944 konden de geallieerde bommenwerpers (B-17 Flying Fortress) de Duitse economie lamleggen.

De economische situatie tijdens de laatste maanden van de oorlog werd grotendeels bepaald door de geografische ligging. De vernietiging van de Duitse steden, waarbij in totaal ongeveer 305.000 doden vielen, was het bepalende beeld in de stedelijke omgeving. De kunst van het improviseren was verantwoordelijk voor de bevoorrading van de bevolking. Vooral het goederenvervoer werd bedreigd door dag- en nachtaanvallen en de laatste maanden ook door laagvliegende vliegtuigen. Door paarden getrokken karren waren vaak de enigen die door het puin en door in de as gelegde gebieden kwamen. Plunderingen waren zeldzaam vanwege zware straffen, waaronder de doodstraf, maar de corruptie onder partijleden nam op alle niveaus toe. Als je officieel geen consumptiegoederen kon krijgen, lukte dat wel door relaties en soms door afpersing.
Om het woningtekort als gevolg van de verwoestingen op te vangen, werden talrijke daklozen uit het 'Altreich' verplaatst naar zogenaamd "bomvrije" gebieden zoals Oostenrijk. Kinderen en jongeren werden met de trein naar het platteland gestuurd om te ontspannen (Kinderlandverschickung). De bombardementen waren gericht op het vernietigen van de laad- en rangeerterreinen. Nadat het niet meer mogelijk was om de 22.000 wagons kolen die dagelijks nodig waren te vervoeren, stortte de industrie in. In individuele gevallen werden ook vrachtwagens ingezet. Door de enorme vraag was het echter onmogelijk om alleen met vrachtwagens en zonder spoor te werken. Eind november 1944 was de munitieproductie al met ruim 30% gedaald. Veel energiecentrales konden geen elektriciteit meer produceren en sommige bedrijven moesten sluiten.
Op het platteland was de oorlog merkbaar door de condensstrepen van de bommenwerpers en de aanwezigheid van "buitenlandse arbeiders", maar dit was minder dan in de steden. De binnenkomende stedelingen werden vaak met argwaan bekeken, en verstoring van de dorpsrust was nooit welkom. Wie werkte, kon op eten rekenen.
Volgens de Duitse economisch historicus Werner Abelshauser was er geenszins sprake van een volledige ineenstorting van de economie. Hoewel de binnensteden en de infrastructuur van bruggen, wegen en communicatienetwerken verlamd waren, zouden de meeste fabrieken intact zijn gebleven. Volgens statistieken van de US Air Force bedroegen de productieve vaste activa van de Duitse economie aan het einde van de oorlog 120 procent van het niveau van 1936.

## Herstructurering van de Duitse economie na de capitulatie

### Voedseltekorten, woningtekorten en zwarte markt
In de naoorlogse periode was de voedselsituatie in Duitsland bedreigend, niet in de laatste plaats vanwege de hongersnoden in die tijd. In het laatste oorlogsjaar werd de productie van landbouwvoertuigen met 50% verminderd. De landbouwsector, die voorheen onder een nationaalsocialistische organisatie viel, was met de ineenstorting van de Reichsnährstand afhankelijk van hulpverlening. De grote hulpprogramma's van de zegevierende mogendheden waren nog niet voldoende op gang gekomen. De voedseltoewijzing voor 'normale consumenten' tijdens de oorlog was altijd 2.400 kilocalorieën per dag, in veel bezettingsgebieden daalde het na 1945 in enkele maanden tot 1.150 kilocalorieën per dag. Het dagelijks leven werd beheerst door de bloei van de zwarte markt en de wanhopige pogingen van de stadsbevolking om op het platteland de begeerde basisvoedingsmiddelen te kopen voor werk of door ruilhandel.
Internationale hulporganisaties werden in grote mate uitgedaagd om de bevolking van Duitsland weer op te bouwen. De United Nations Relief and Rehabilitation Administration (UNRRA) was aanvankelijk alleen verantwoordelijk voor het helpen van vluchtelingen, maar breidde haar verantwoordelijkheidsgebied in de winter van 1945/46 uit om hulppakketten te verdelen onder de bevolking in Duitsland en Oostenrijk. CARE International werd opgericht in 1945 en verleende tot 1960 voornamelijk steun uit particuliere donaties. Het Marshallplan dat in 1947 werd aangenomen, vertegenwoordigde een alomvattend en effectief ontwikkelingsprogramma van Amerikaanse belastingfondsen en liep tot 1951.

### Processen tegen de nationaalsocialistische leiding
Na de oorlog zaten belangrijke economische hoofdrolspelers op de beklaagdenbank in processen met betrekking tot oorlogsmisdaden. De voorbereidende verhoren werden voornamelijk uitgevoerd door medewerkers van de United States Strategic Bombing Survey, die ook belang hadden bij het beoordelen van de Duitse oorlogseconomie. Het doel was om voor de toekomst kennis te vergaren in hoeverre een kostbare strategische luchtoorlog de gewenste resultaten zou opleveren. Hermann Göring en Albert Speer waren hun belangrijkste informatiebronnen. Göring, die sinds de jaren twintig aan drugs verslaafd was, won naarmate het verhoor langer duurde aan concentratie en beoordelingsvermogen. Hij zei tegen een interviewer: "Hoe meer je me dit vraagt, hoe beter ik begrijp hoe het gegaan is!" Hij toonde geen spijt van zijn daden en maakte voorafgaand aan de uitvoering van de straf zelf een einde aan zijn leven met een cyanidecapsule. Hij bespotte zijn bewakers door in zijn "afscheidsbrief" de schuilplaats van een tweede gifcapsule te onthullen.
Robert Ley pleegde zelfmoord voordat het proces begon, maar liet in een brief weten dat hij "[...] miljoenen arbeiders in een heroïsche oorlog mocht leiden [...] en wil [...] dan ook de tijd van de zwaarste beproeving door allen moedig en mannelijk doorstaan".
Albert Speer toonde zich vanaf het begin coöperatief en verstrekte gedetailleerde informatie, schriftelijk en mondeling op alle vragen. Men geloofde dat hij voor zijn bereidwillige samenwerking met de westerse geallieerde interviewers hoopte op strafvermindering of zelfs op het ontlopen van een straf. Zijn geheugen liet hem vaak op kritieke punten in de steek, zoals het zich bewust zijn van de Endlösung. Hij werd veroordeeld tot 20 jaar gevangenisstraf, die hij helemaal uitzat.
Hjalmar Schacht sprak zijn verbazing uit dat hij werd gezien en aangeklaagd als oorlogsmisdadiger. Hij had het hoogste IQ (143) onder de beklaagden. Schacht werd vrijgesproken en als getuige gehoord in het Flick-proces.
Fritz Sauckel viel op door zijn zware Frankische tongval. Hij schreef zijn doodvonnis toe aan een vertaalfout; hij werd geëxecuteerd.
Het proces tegen de belangrijkste oorlogsmisdadigers werd gevolgd door verschillende processen tegen enkele voormalige Wehrwirtschaftsführer, die tot meerdere jaren gevangenisstraf werden veroordeeld.
De overgrote meerderheid van voormalige slavenarbeiders heeft nooit enige vergoeding ontvangen.
De belangrijkste processen waarin mensen uit het bedrijfsleven in de beklaagdenbank zaten:
- Proces tegen grote oorlogsmisdadigers in Neurenberg: 20 november 1945 tot 1 oktober 1946.
- Milch-proces: 2 januari tot 17 april 1947
- Flick proces: 18 maart tot 22 september 1947[96]
- IG-Farben-proces: 3 mei 1947 tot 30 juli 1948
- Krupp-proces: 1 juli 1947 tot 31 juli 1948[97]

Er was ook een onderzoek tegen grote Duitse banken, maar er werden geen aanklachten ingediend.

### Economische stilstand voor het 'Wirtschaftswunder'
In de naoorlogse jaren brak er als gevolg van het voedseltekort in Europa een geschil uit onder Amerikaanse toppolitici over de economische richting van Duitsland. De Amerikaanse minister van Financiën, Henry Morgenthau, was van plan West-Duitsland om te vormen tot een agrarische staat. De Amerikaanse minister van Buitenlandse Zaken George C. Marshall was er tegen. Vanwege deze kwestie van de toekomst, die tot 1947 niet werd opgelost, verhinderden de bezettingsmachten van het verdeelde Duitsland dat de Duitse fabrieken de productie onmiddellijk na het einde van de oorlog hervatten en dat de economie het groeipad van de vooroorlogse periode weer oppakte. Dit gebeurde, voor het westen van Duitsland, een paar jaar later met het zogenaamde Wirtschaftswunder aan het begin van de jaren vijftig.

### Munthervorming om de Reichsmark te vervangen

#### Oostenrijk

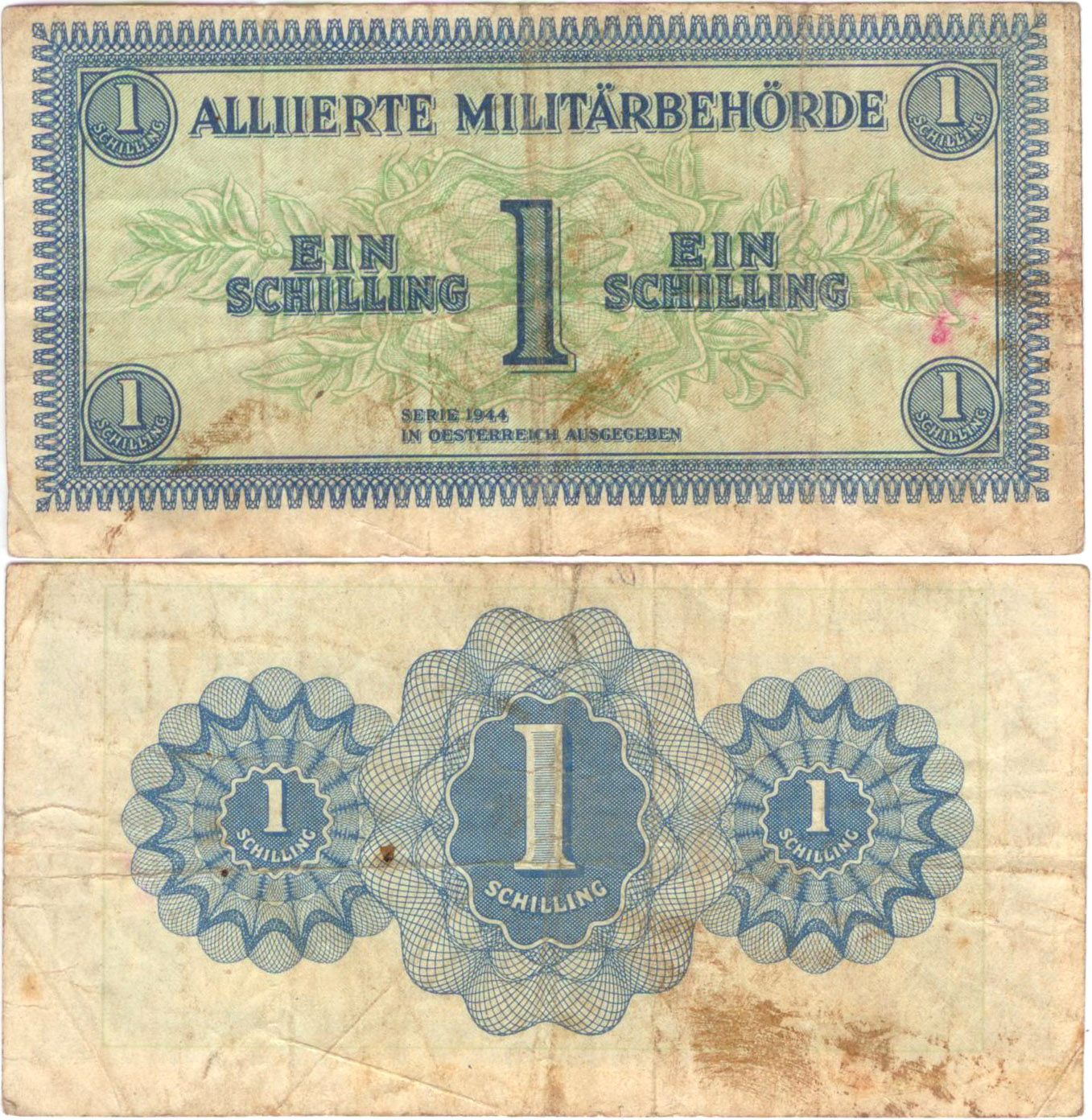
Een biljet van één schilling uit 1944, uitgegeven door de geallieerden.

Aan het einde van de oorlog was de Reichsmark in feite waardeloos. Hamsteraankopen, ruilhandel en zwarte markten bepaalden het dagelijks leven voor de Duitsers. De ‘sigarettenvaluta' werd gebruikt als vervangende valuta. In Oostenrijk vond de overgang van de Reichsmark naar de Oostenrijkse Schilling en naar de Goudstandaard plaats in december 1945. De "geallieerde militaire shilling" (AMS) die tot dan toe samen met de Reichsmark werd gebruikt, kon tegen een wisselkoers van 1:1 worden ingewisseld voor de shilling. In 1947 was er een devaluatie van een derde als voorwaarde voor deelname aan het Marshallplan.

#### Oost- en West-Duitsland
In de als Bizone gecombineerde bezettingszones van de VS en Groot-Brittannië, werd pas in 1947, ondanks protesten van de USSR, overeenstemming bereikt over een valutahervorming, waarmee in juni 1948 een nieuwe Deutsche Mark (D-Mark) van kracht werd. Het daarin vervatte valutagemiddelde devalueerde 93,5 procent van het Reichsmark-volume. De USSR reageerde met de blokkade van West-Berlijn van 24 juni 1948 tot 12 mei 1949, omdat ze de valutahervorming zag als een afwijking van het overeengekomen verenigde economische gebied van Duitsland. In dezelfde maand werd de "Deutsche Mark (Ost)" (DM), later "Mark der Deutschen Notenbank" (MDN), geïntroduceerd in de Sovjetbezettingszone.